# Moti di Milano
I moti di Milano furono una rivolta di una parte della popolazione di Milano contro il governo del Regno d'Italia, che si svolse tra il 6 e il 9 maggio del 1898. Gli scontri avvennero a seguito di manifestazioni da parte di lavoratori che scesero in strada contro la polizia e i militari per protestare contro le condizioni di lavoro e l'aumento del prezzo del pane dei mesi precedenti, come avvenne anche in altre città italiane nello stesso periodo.
Le notizie da Milano portarono il governo a dichiarare lo stato d'assedio con il passaggio di poteri al generale Fiorenzo Bava Beccaris. Egli agì duramente fin dall'inizio per soffocare ogni possibile forma di protesta; l'utilizzo indiscriminato delle armi da fuoco e, in particolare, di cannoni all'interno della città portarono il risultato desiderato, ma anche numerose vittime, spesso semplici astanti. I «cannoni di Bava Beccaris» passarono alla storia come simbolo di un'insensata e sanguinosa repressione.
Gli avvenimenti furono considerati parte della reazione conservatrice alla svolta politica in atto all'epoca in Italia, «un colpo di coda, l'ultimo sussulto degli ambienti retrivi di Corte, della destra liberale incline al "principato costituzionale" alla prussiana, dei fautori della interpretazione restrittiva dello Statuto albertino».
Due anni dopo i fatti, il 29 luglio 1900, il militante anarchico Gaetano Bresci - all'epoca dell'eccidio emigrato negli Stati Uniti - intese vendicare i morti di Milano uccidendo re Umberto I.

## Contesto storico

### La politica nazionale

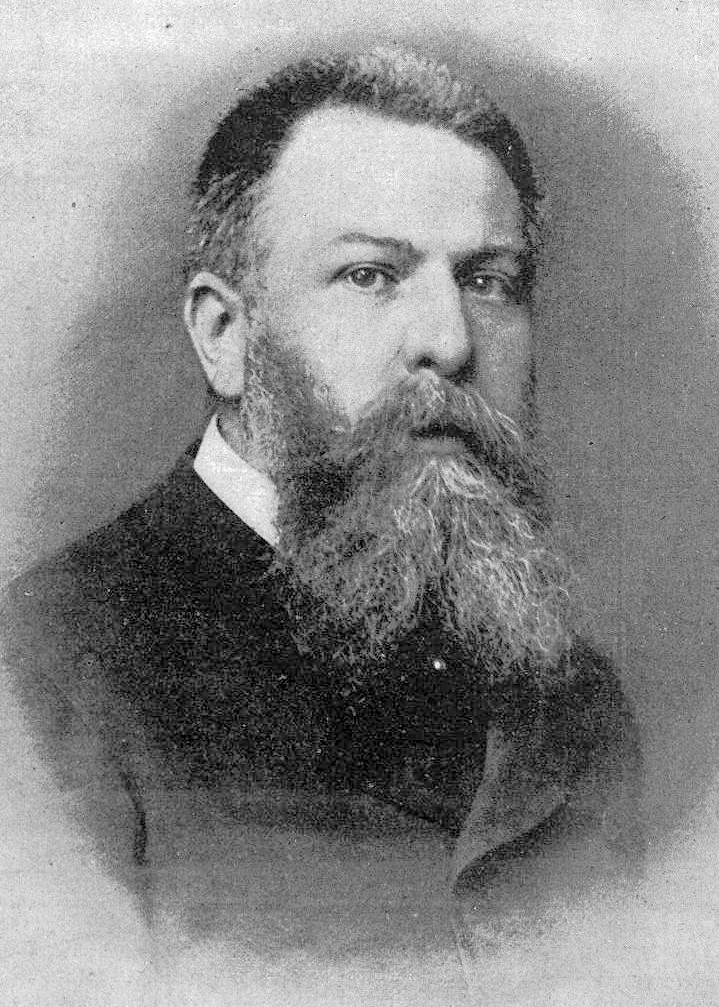
Antonio Starabba di Rudinì, presidente del Consiglio dei ministri

All'inizio del 1898 era Presidente del Consiglio dei ministri Antonio Starabba, marchese di Rudinì, ma nel decennio precedente la politica era stata caratterizzata principalmente dai quattro governi presieduti da Francesco Crispi tra il 1887 e il 1891 e tra il 1893 e il 1896.
La politica estera crispina portò a ostilità con la Francia (considerata un possibile aggressore e un rivale nell'espansione coloniale) e a un forte legame con la Germania con la sottoscrizione nel 1891 di un terzo trattato della Triplice alleanza. La guerra doganale con la Francia portò però a una crisi delle attività agricole dell'Italia meridionale, mentre la crescita industriale nel nord Italia venne favorita da investimenti tedeschi e austriaci attraverso banche come la Banca Commerciale Italiana fondata nel 1894. Ne seguì un movimento migratorio diretto all'estero e verso le industrie settentrionali, con un rapido inurbamento che provocò forti tensioni sociali.
Di fronte alla nuova realtà sociale, la vecchia classe politica reagì alle proteste con violente repressioni, mentre l'estrema sinistra storica, composta da radicali, da socialisti (separatisi dal 1892) e da repubblicani (dal 1895), si fece portavoce dei problemi della popolazione. Ciò portò a una crescita di consensi dell'opposizione, grazie anche alla legge elettorale del 1881 che aveva ampliato notevolmente il numero di elettori; in vista delle elezioni politiche del 1895 il quarto governo Crispi operò una revisione delle liste, ufficialmente per evitare le irregolarità riscontrate nelle precedenti elezioni, in realtà per colpire i sostenitori dei partiti di opposizione. I risultati delle elezioni politiche del 1897 furono molto positivi per i partiti "estremi". Radicali e repubblicani ottennero in totale circa 120 000 voti; i socialisti con 135 000 voti ebbero 15 deputati concentrati nei collegi settentrionali, in particolare in Emilia Romagna (6 deputati) e in Lombardia (4 deputati).
I cattolici non erano presenti in parlamento ed erano divisi tra "possibilisti", vicini alle posizioni moderate, e "intransigenti", attivi in campo sociale e in opposizione all'avanzata socialista.
Seggi alla Camera dei deputati dopo le elezioni del 1897
     Socialisti 15
     Repubblicani 25
     Radicali 42
     Indipendenti 12
     Opposizione costituzionale 87
     Ministeriali 327
Percentuale degli elettori rispetto ai residenti (1880-1900)

### La situazione a Milano e il prezzo del pane

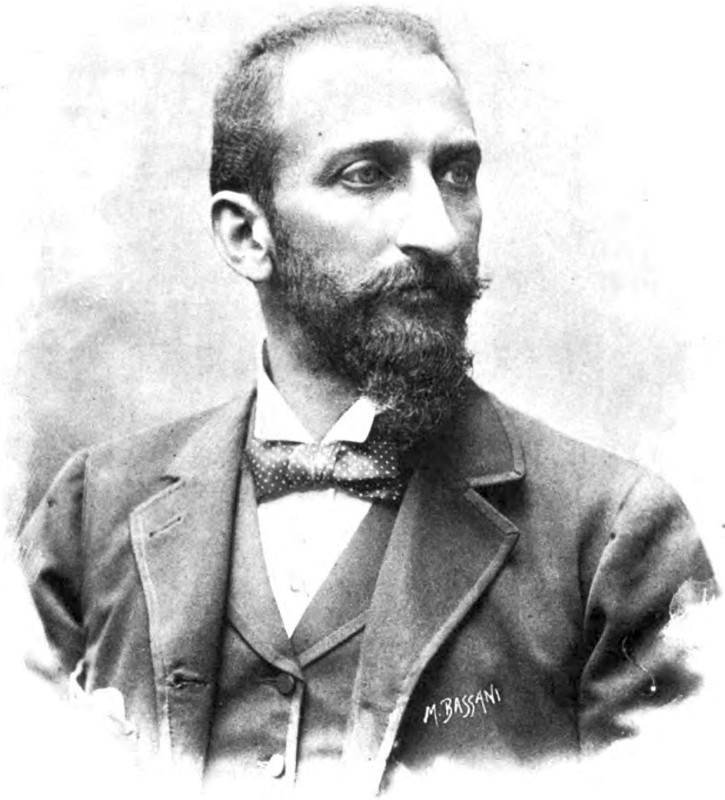
Giuseppe Vigoni, sindaco di Milano

La questione del pane era molto sentita a Milano; il pane era l'elemento principale di nutrimento per le fasce più basse della popolazione. Nel 1886 quando agli ispettori daziari si richiese di far rispettare il regolamento del 1870 che implicava il pagamento del dazio a chi portava in città più di mezzo chilo di pane, si verificarono diversi tumulti a Porta Tenaglia da parte degli operai che «solevano al mattino portare seco loro un chilogrammo di pane e uno di riso di cui si servivano poi per il loro sostentamento durante la giornata»; il 1º aprile ci fu anche una manifestazione in piazza del Duomo con diversi arrestati. Il 3 aprile il Consiglio comunale ripristinò la "tolleranza" per chi introduceva il pane in città; era la prima volta che il Consiglio cedeva alle proteste di piazza e ci furono critiche da parte dei conservatori.
Nella seconda metà del 1897 la scarsità del raccolto dei cereali provocò un aumento del costo del pane. Il governo non prese provvedimenti, nonostante le richieste di abolizione del dazio sull'importazione del grano, che avrebbe permesso di abbassare i prezzi. Nel gennaio 1898 ci furono i primi moti di protesta in altre zone d'Italia; a Milano si intensificarono i ritrovi dei partiti di opposizione che denunciavano l'inazione governativa, ma invitavano a non trascendere con azioni violente; nonostante queste rassicurazioni il prefetto Antonio Winspeare si mostrava preoccupato che «perdurando l'attuale stato di cose ed avvenendo nuovi aumenti del prezzo del pane, la cosa potrà divenire seria» e proibì le riunioni pubbliche. Il governo stabilì una diminuzione provvisoria del dazio sul grano dal 25 gennaio al 30 aprile, però si ebbero solo minimi effetti sul prezzo del pane.
Questo grafico non è disponibile a causa di un problema tecnico.
Si prega di non rimuoverlo.
Prezzo del pane di frumento e di mistura a Milano (1891-1898)
Nella parte interna della città era presente un dazio

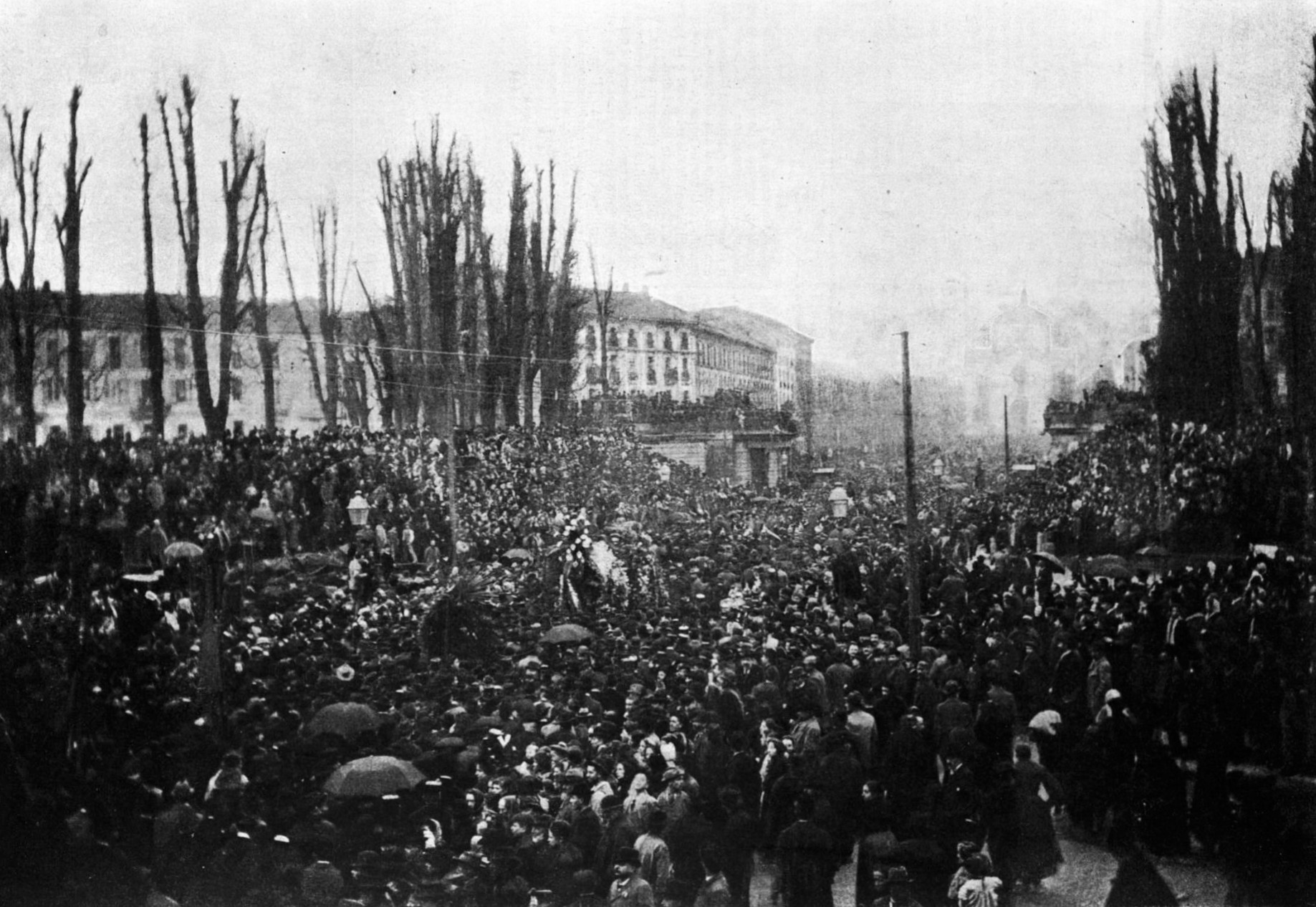
Funerali di Felice Cavallotti

A marzo ci furono vari segnali preoccupanti per l'amministrazione comunale. Il 4, in occasione del 50º anniversario dello Statuto Albertino, all'Arena Civica si riunirono 12 000 persone per ascoltare i comizi socialisti; in piazza del Duomo la Marcia reale venne sonoramente fischiata. Il 6 il radicale Felice Cavallotti fu ucciso in duello da Ferruccio Macola a Roma; i funerali si svolsero a Milano il 9 marzo.
Il 20 marzo le celebrazioni del 50º anniversario delle Cinque giornate videro la contrapposizione di due distinti cortei, al mattino quello delle associazioni liberali e al pomeriggio la commemorazione «radico-repubblicana-socialista-anarchica»; il secondo era «più numeroso e importante del primo». Nello stesso periodo si segnalarono diversi articoli de L'Osservatore Cattolico, diretto dall'intransigente don Davide Albertario, a difesa dell'associazionismo cattolico contro i moderati.
Di fronte a queste manifestazioni pubbliche i conservatori lamentavano la debolezza del governo.
Ad aprile lo scoppio della guerra ispano-americana bloccò la possibilità di importazione di cereali dagli Stati Uniti. A Milano cresceva la preoccupazione per le manifestazioni del 1º maggio, che però trascorse senza incidenti. A turbare i precari equilibri, il 4 maggio giunse il decreto di richiamo alle armi della classe 1873.
(Eugenio Torelli Viollier)

### Le truppe presenti
Consistenza della guarnigione di Milano (1895-1898)
Presenze nell'ultimo giorno di ogni mese
Dal 2 maggio venne data facoltà ai prefetti di affidare, in caso di estesi tumulti, la gestione della pubblica sicurezza all'autorità militare.
(Telegramma del presidente del consiglio Starabba ai prefetti, 2 maggio 1898)
A Milano aveva sede il III corpo d'armata, comandato fin dal 1887 dal tenente generale Fiorenzo Bava Beccaris; il tenente generale Luchino Del Mayno era a capo della divisione Milano dal 1895.
Secondo le relazioni ufficiali, all'inizio di maggio del 1898 le forze totali disponibili per il presidio di Milano ammontavano a circa 2 000 uomini di fanteria, 600 di cavalleria e 300 di artiglieria a cavallo. Altri furono chiamati di rinforzo dopo l'inizio dello stato d'assedio.

## I fatti
(Giosuè Carducci)
La ricostruzione dei fatti in studi storici è basata principalmente sull'esame della documentazione ufficiale. Il socialista Paolo Valera pubblicò varie testimonianze già a partire dal 1899; sull'argomento realizzò numerosi articoli nel periodico La folla da lui fondato nel 1901. Queste pubblicazioni, tese a screditare le relazioni ufficiali e in modo particolare Bava Beccaris, presentano però «diverse forzature».
È considerata di particolare interesse una lettera inviata da Eugenio Torelli Viollier a Pasquale Villari il 3 giugno 1898; dimessosi due giorni prima dalla direzione del Corriere della Sera, egli intendeva sfogarsi riportando un resoconto degli avvenimenti di Milano che non aveva potuto pubblicare.
(E. Torelli Viollier)
Sono meno dettagliati i ricordi pubblicati decenni dopo, come quelli di Avancinio Avancini nel 1923 e di Regina Terruzzi nel 1939.

### Venerdì 6 maggio

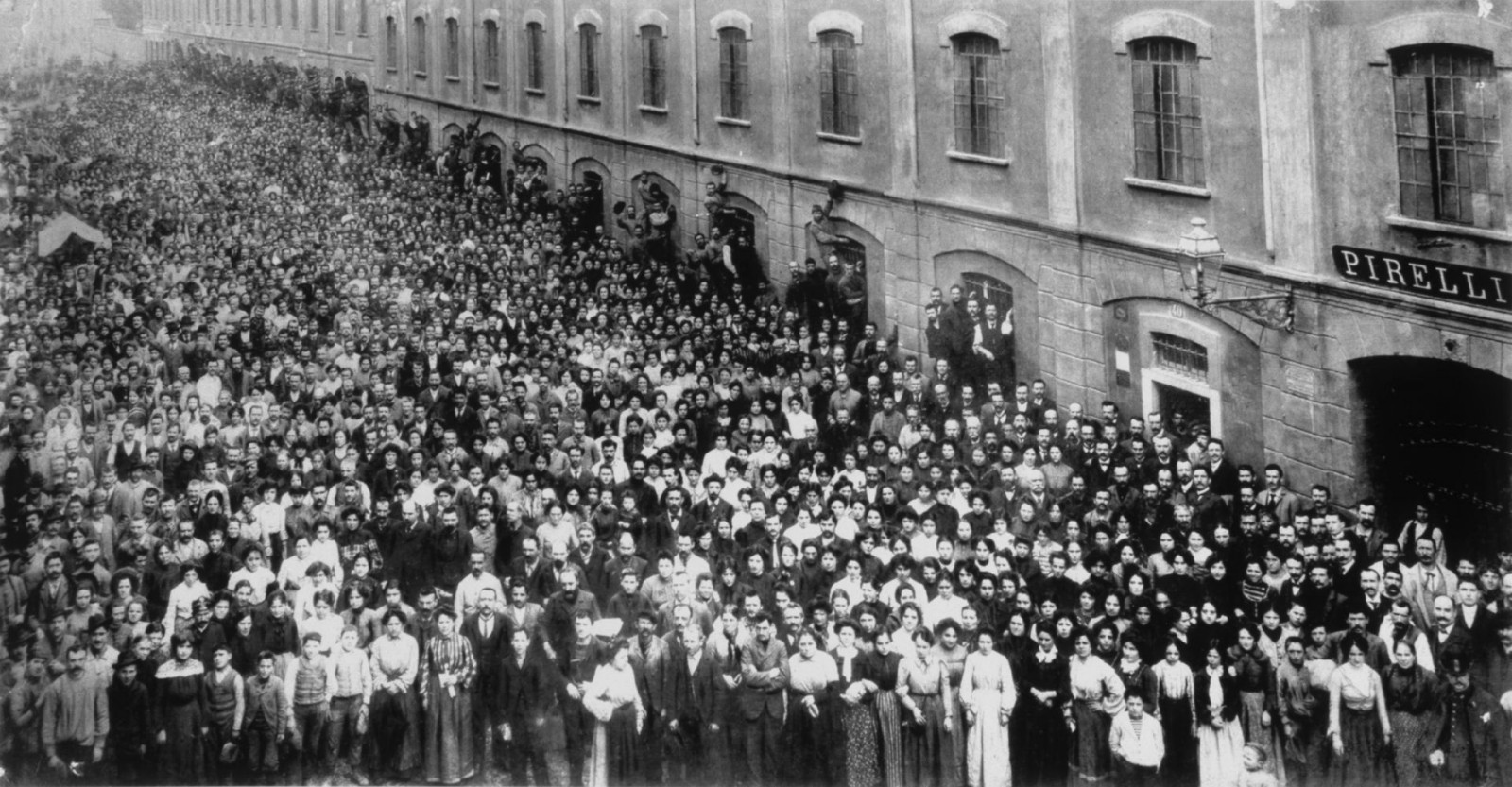
Uscita di operai dallo stabilimento Pirelli nel 1905

Alla sera del 5 maggio il prefetto venne informato di probabili manifestazioni nella mattinata successiva, all'ingresso degli operai negli stabilimenti Pirelli, Grondona e Elvetica, concentrati in un'unica zona. Si temevano anche reazioni per la morte di Muzio Mussi, figlio del deputato radicale Giuseppe Mussi, durante gli scontri del giorno precedente a Pavia. La mattinata di venerdì trascorse però senza incidenti.
Attorno a mezzogiorno, all'uscita degli operai per il pranzo dallo stabilimento Pirelli, vennero distribuite copie di un volantino dei socialisti milanesi per cui era già stato disposto il sequestro dalla Procura. Alcuni agenti in borghese fermarono chi li distribuiva; ne seguirono alcuni disordini con gli operai e l'arresto di un operaio accusato di aver lanciato sassi contro gli agenti. Il distributore dei volantini fu multato e rilasciato, mentre l'operaio fu trattenuto. Si ebbero nuovi disordini presso lo stabilimento Pirelli, dove una sassaiola distrusse varie finestre; il proprietario Giovanni Battista Pirelli cercò inutilmente di ottenere il rilascio dell'operaio per calmare la situazione, visto che alle proteste si erano aggiunti operai delle fabbriche vicine Stigler e Elvetica; il tumulto fu interrotto solo all'arrivo di 152 soldati insieme a carabinieri e guardie di sicurezza. Intervenne anche Filippo Turati chiedendo di evitare gesti violenti.
Attorno alle 18:45, dopo l'uscita serale dagli stabilimenti, un migliaio di persone prese d'assalto la caserma di Via Napo Torriani, dove era trattenuto l'operaio arrestato. I soldati fecero fuoco: morirono una guardia di sicurezza e due dimostranti, altri tre furono feriti. Altre truppe giunsero sul posto e dispersero la folla, grazie anche a un violento temporale che si abbatté su Milano. In serata ci fu una breve dimostrazione in piazza del Duomo che fu dispersa senza altri incidenti.

### Sabato 7 maggio

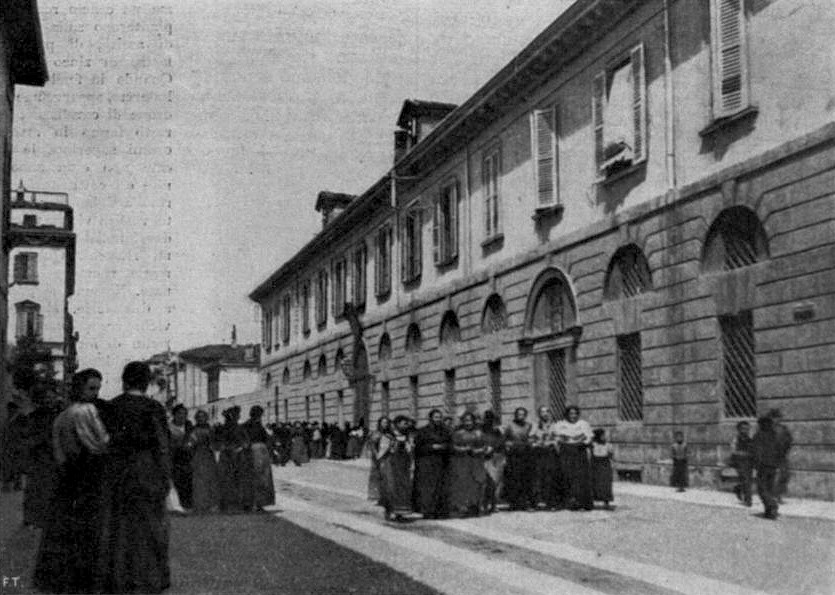
Sigaraie lasciano il lavoro il 7 maggio

La mattina di sabato le strade si riempirono di operai e operaie. Secondo Torelli Viollier non si trattò di uno sciopero, ma vari proprietari, temendo azioni violente, decisero di pagare la settimana ai dipendenti e di chiudere gli stabilimenti. Cortei si formarono lungo le vie della città e alcuni dimostranti si portarono alla stazione per bloccare la partenza di treni che pensavano trasportassero i richiamati del 1873.
Uno dei primi scontri, probabilmente il più grave dell'intera rivolta, si ebbe in Corso Venezia all'incrocio con Via Palestro: per bloccare il passaggio della cavalleria fu creata una barricata con le carrozze di due tram e con mobili sottratti dalla portineria di Palazzo Saporiti. Dai tetti vennero lanciate tegole contro i soldati. Negli scontri ci furono diversi morti e feriti tra i manifestanti.

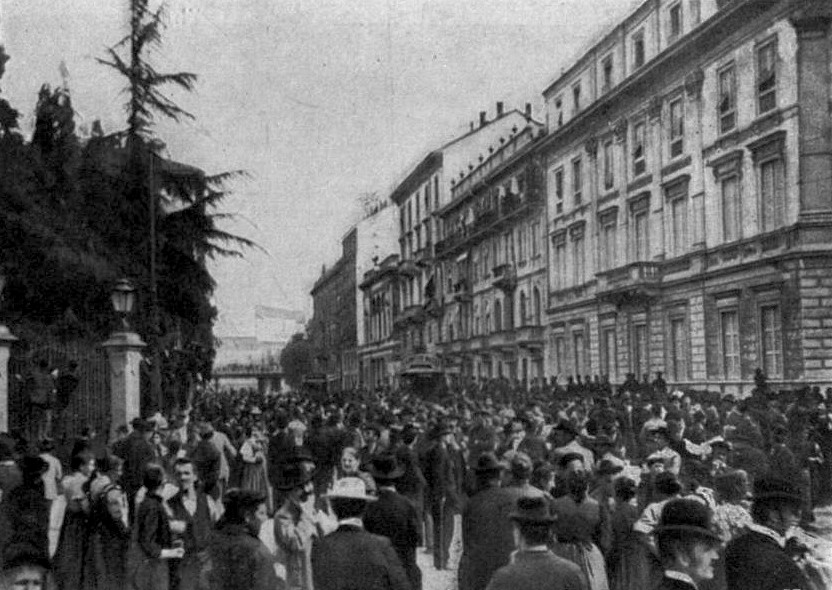
Primi assembramenti
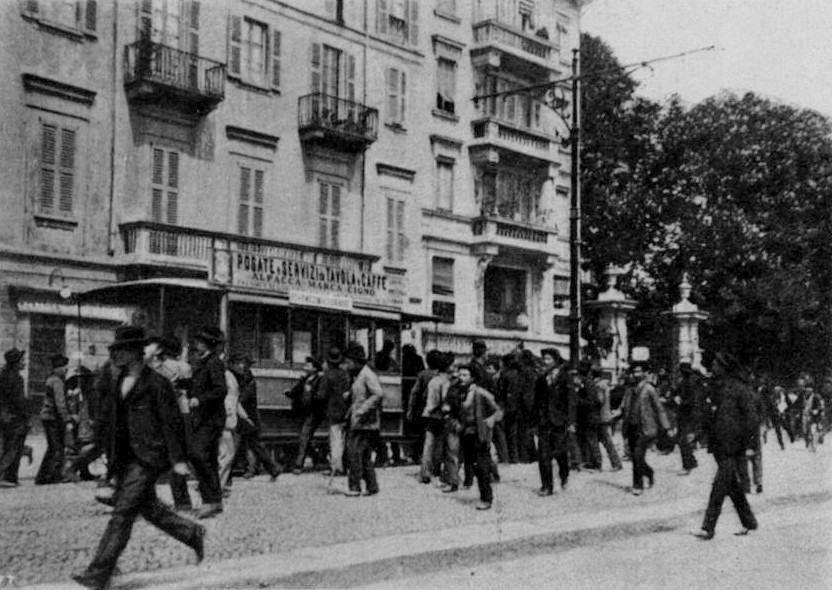
Assalto dei tram
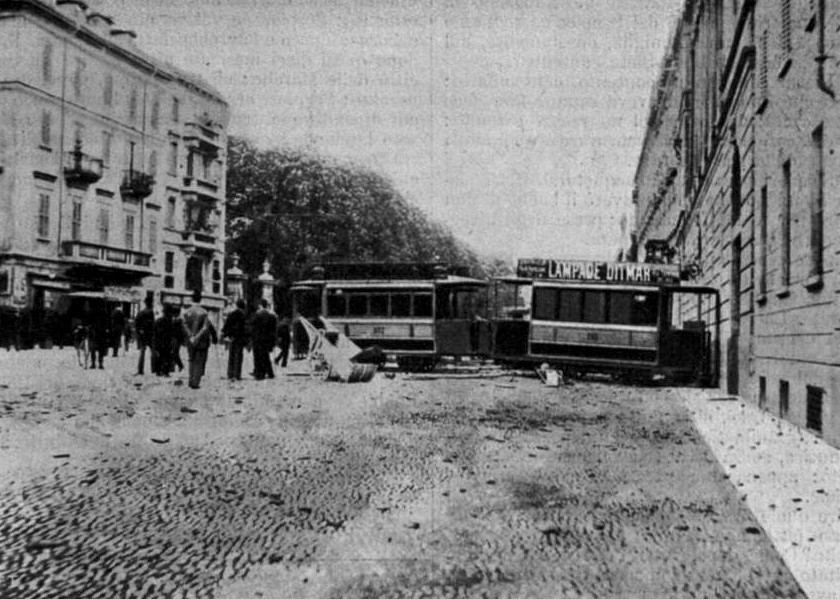
Barricata in Corso Venezia

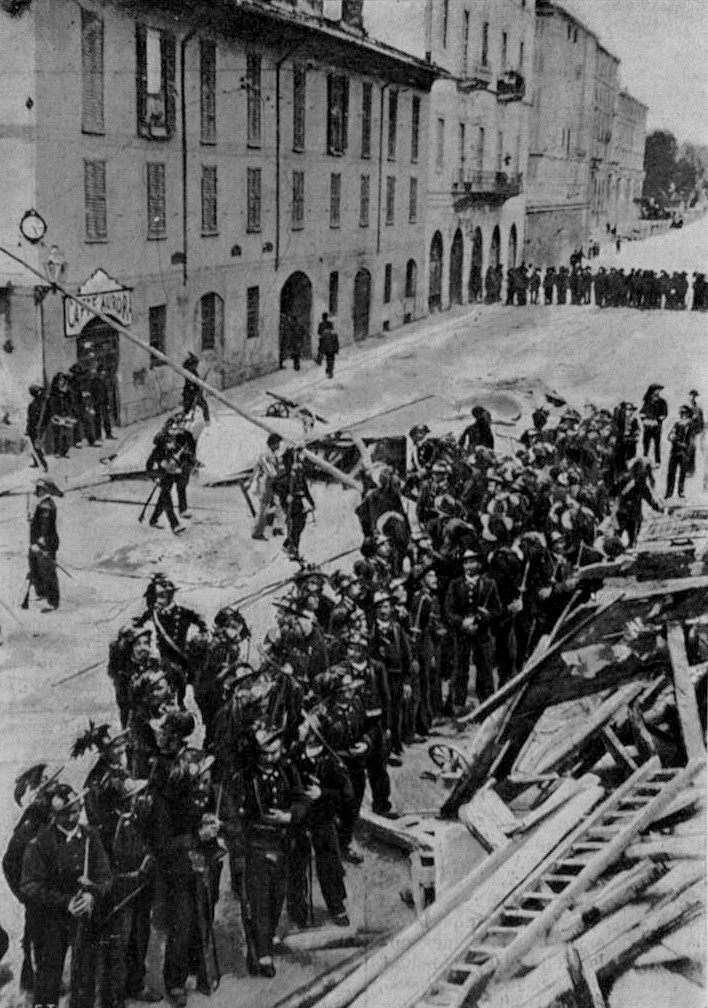
Bersaglieri occupano una barricata in Via Moscova

Per facilitare lo spostamento delle truppe fu bloccato il passaggio dei tram. Attorno a mezzogiorno il prefetto affidò al generale Bava Beccaris la gestione dell'ordine pubblico.
Altre barricate furono costruite a Porta Venezia, Porta Vittoria, Porta Romana, Porta Ticinese e Porta Garibaldi.
(E. Torelli Viollier)
Le comunicazioni ufficiali riportarono gli avvenimenti in modo molto accentuato, presentandoli come opera di «un movimento rivoluzionario». Il governo con telegramma delle 16:30 comunicò il decreto che dichiarava la provincia di Milano in stato d'assedio e nominava il generale Bava Beccaris «Commissario straordinario con pieni poteri».
La piazza del Duomo venne occupata militarmente e il generale Bava Beccaris stabilì un piano per il progressivo controllo della città fino ai sobborghi entro 3 giorni con riapertura degli stabilimenti dal 10 maggio. Su indicazione del governo fu subito colpita la stampa «sobillatrice» con la soppressione di periodici di opposizione e arresti di giornalisti e di politici.

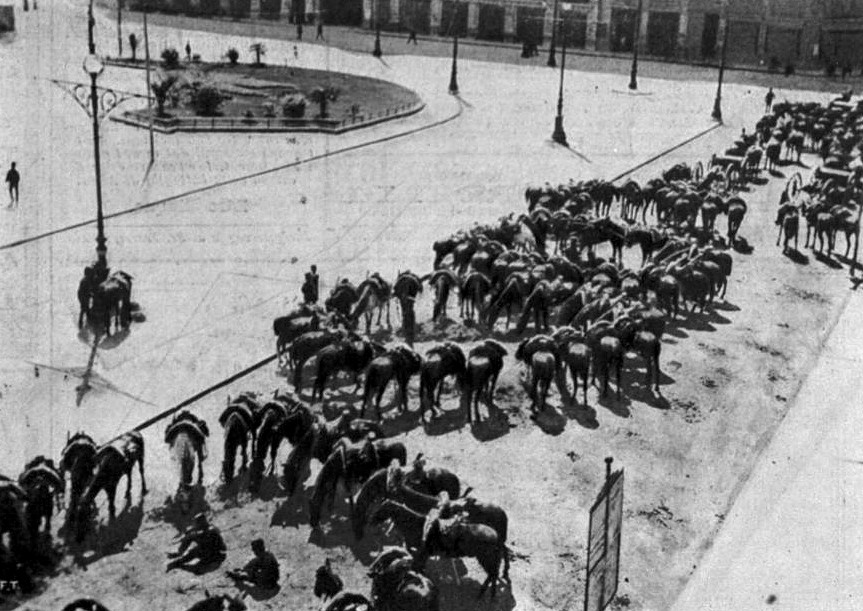
Occupazione della piazza
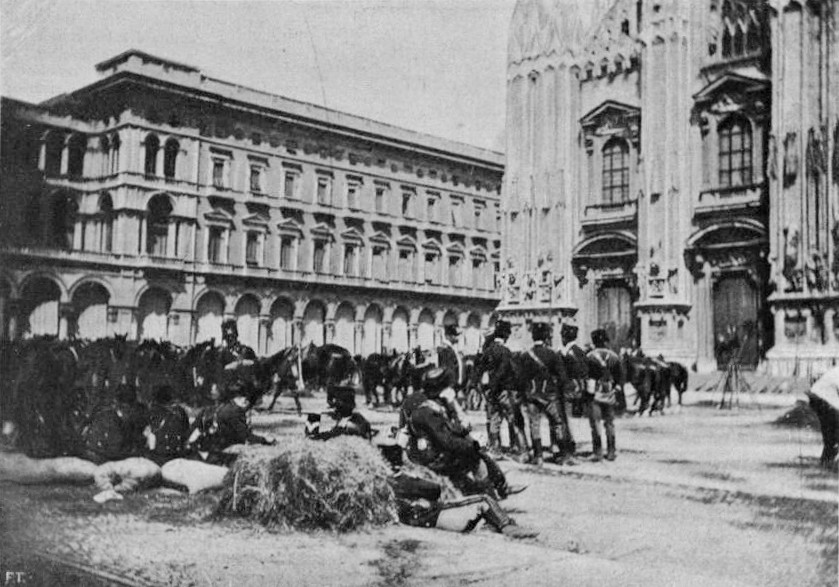
Cavalleria
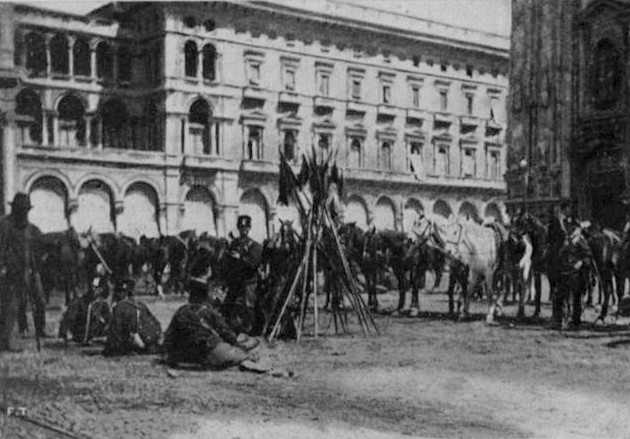
Accampamenti
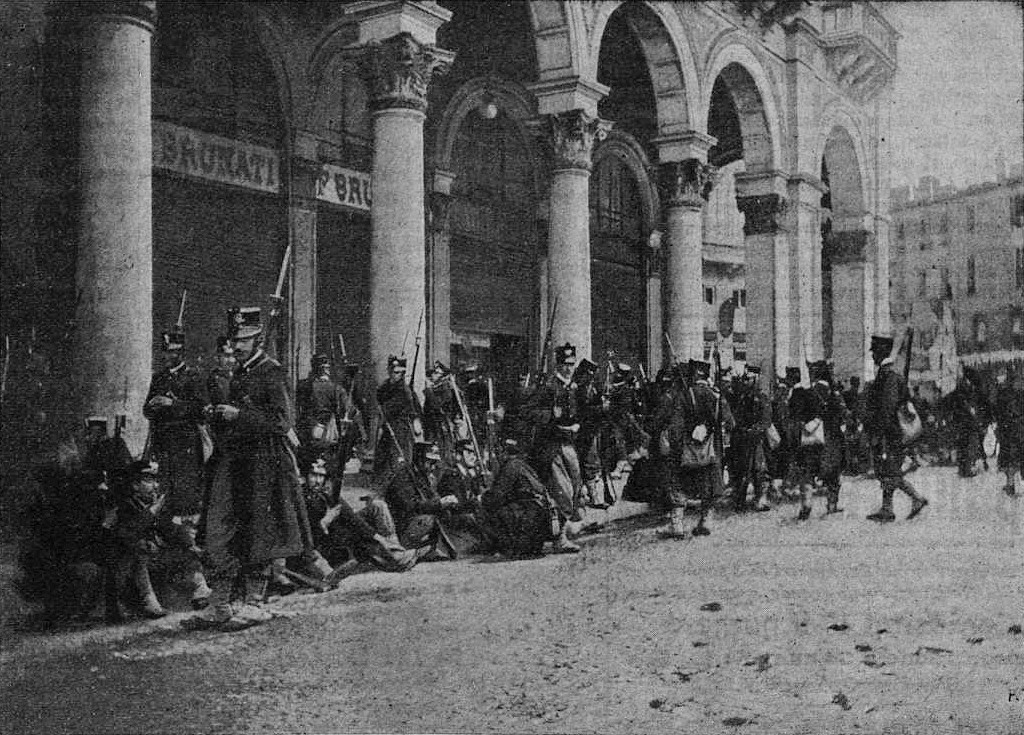
Truppe

### Domenica 8 maggio

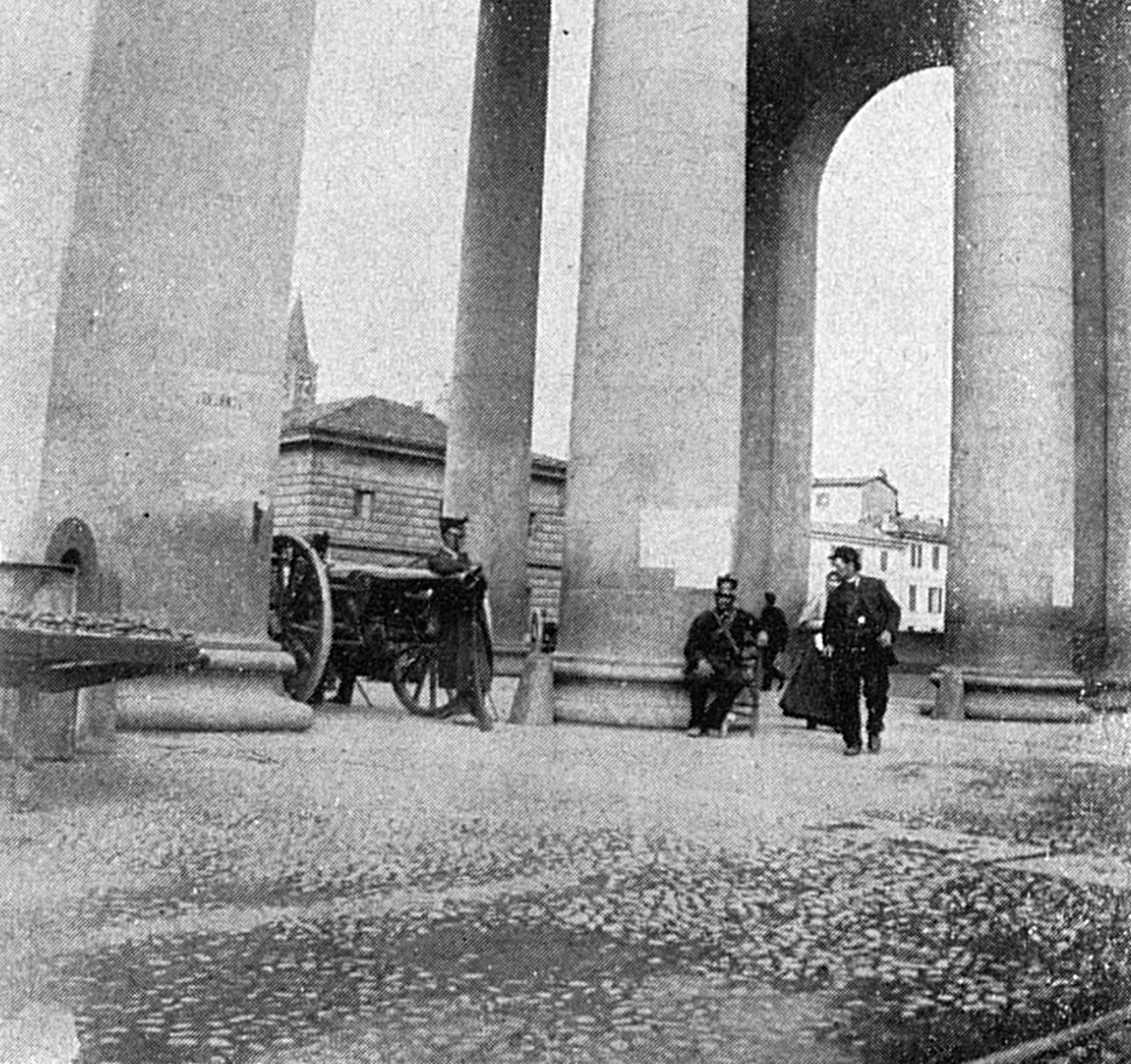
Cannoni all'arco di Porta Ticinese

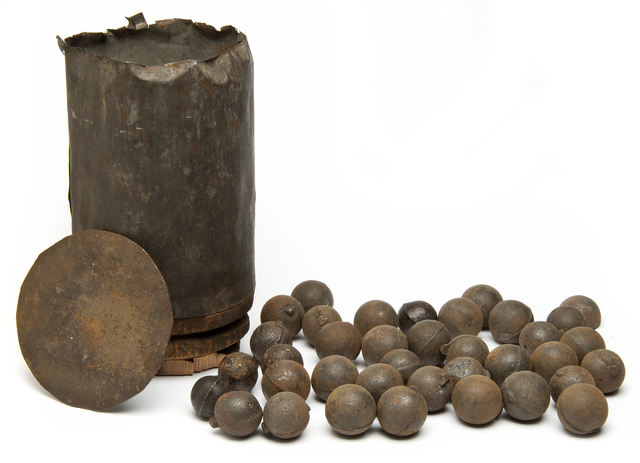
Colpo a mitraglia della seconda metà dell'Ottocento

In mattinata vennero smantellate le barricate rimaste; le porte della città erano occupate dall'artiglieria.
Si ebbero scontri con dimostranti principalmente a Porta Ticinese e a Porta Genova, con sassaiole; venne assaltata un'oreficeria perché il proprietario era accusato di aver sparato e ucciso dimostranti il giorno precedente. Si diffusero anche voci infondate di studenti armati giunti da Pavia in tram. Per disperdere la folla attorno alle 11.30 venne sparato un colpo di cannone a salve, seguito dopo circa dieci minuti da una cannonata a mitraglia che provocò morti e feriti.
(Generale Bava Beccaris)
Nel pomeriggio ci furono altre manifestazioni e vennero sparate altre quattro cannonate a mitraglia con numerose scariche di fucileria.
(Generale Del Mayno)
Il generale Bava Beccaris alle 17.40 telegrafò a Roma che l'ordine pubblico era ristabilito. In serata stabilì la riapertura degli stabilimenti per la mattina successiva, ma durante la notte cambiò idea rinviando la ripresa delle attività; non sono note le motivazioni di questo cambiamento. Durante la notte si registrarono altri incidenti, dovuti a falsi allarmi.
(E. Torelli Viollier)

### Lunedì 9 maggio
(Una portinaia)

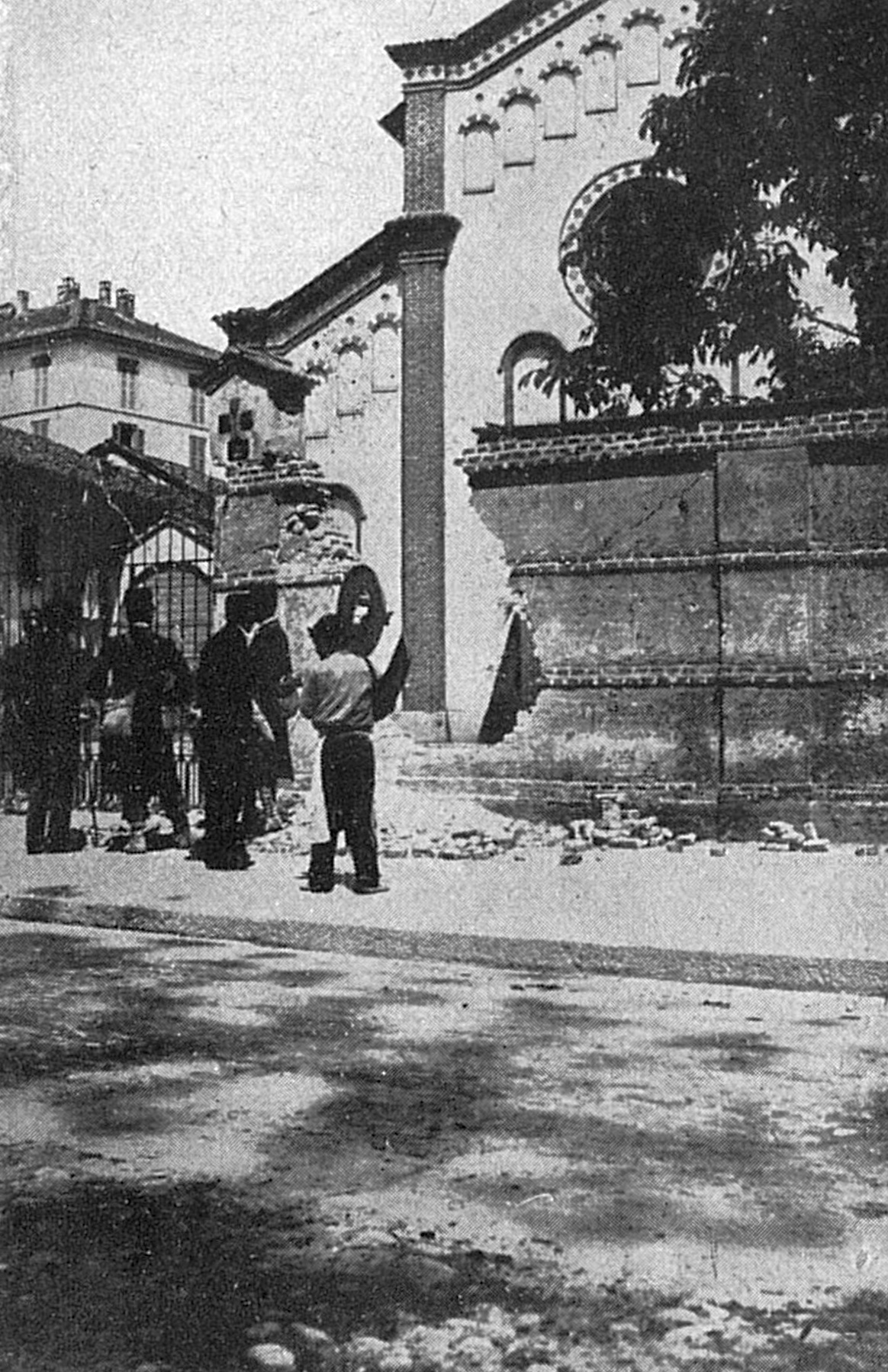
Curiosi presso la breccia del convento

Al mattino gli stabilimenti rimasero chiusi. Si registrarono alcuni scontri quando fu bloccato l'ingresso in città a coloro che intendevano recarsi al lavoro.
Ogni giorno nel convento di padri cappuccini posto in prossimità di Piazza Monforte (oggi in Viale Piave 2) a mezzogiorno era distribuito un pasto a decine di poveri e di mendicanti. Il viavai di gente e la voce (poi rivelatasi infondata) di spari provenienti dall'edificio, portarono a un grottesco «assalto al convento». Con quattro cannonate venne aperta una breccia nel muro di recinzione, ma le truppe all'interno non trovarono né armi né rivoltosi. Rimasero uccisi tre mendicanti e uno dei frati fu ferito; tutti i presenti furono arrestati.
(Relazione ufficiale del generale Del Mayno)
(E. Torelli Viollier)
Diversi eminenti cittadini si mossero per ottenere la liberazione dei frati, ritenendo assurdo un loro coinvolgimento nei tumulti; furono rilasciati il giorno seguente e vennero ospitati nel convento dei Barnabiti. Uno dei cappuccini in seguito scrisse un libro per smentire la ricostruzione fornita dalle autorità militari.
Sgombrato il convento, per mantenere il controllo della zona vennero poste truppe (principalmente coscritti) sui bastioni attorno a piazza Monforte fino ai giardini pubblici con l'ordine di sparare. Sull'asse principale di Via Monforte e Via Concordia e in vie laterali (Via Nino Bixio, Via Felice Bellotti e Via Pasquale Sottocorno) si contarono diversi morti, colpiti per essersi affacciati alla finestra o per essersi trovati in strada; altri furono colpiti mentre rincasavano attraversando i giardini pubblici, ignari della presenza dei militari.
Nella giornata si ebbero 20 morti secondo Valera, una quarantina secondo Torelli Viollier.

### Martedì 10 maggio

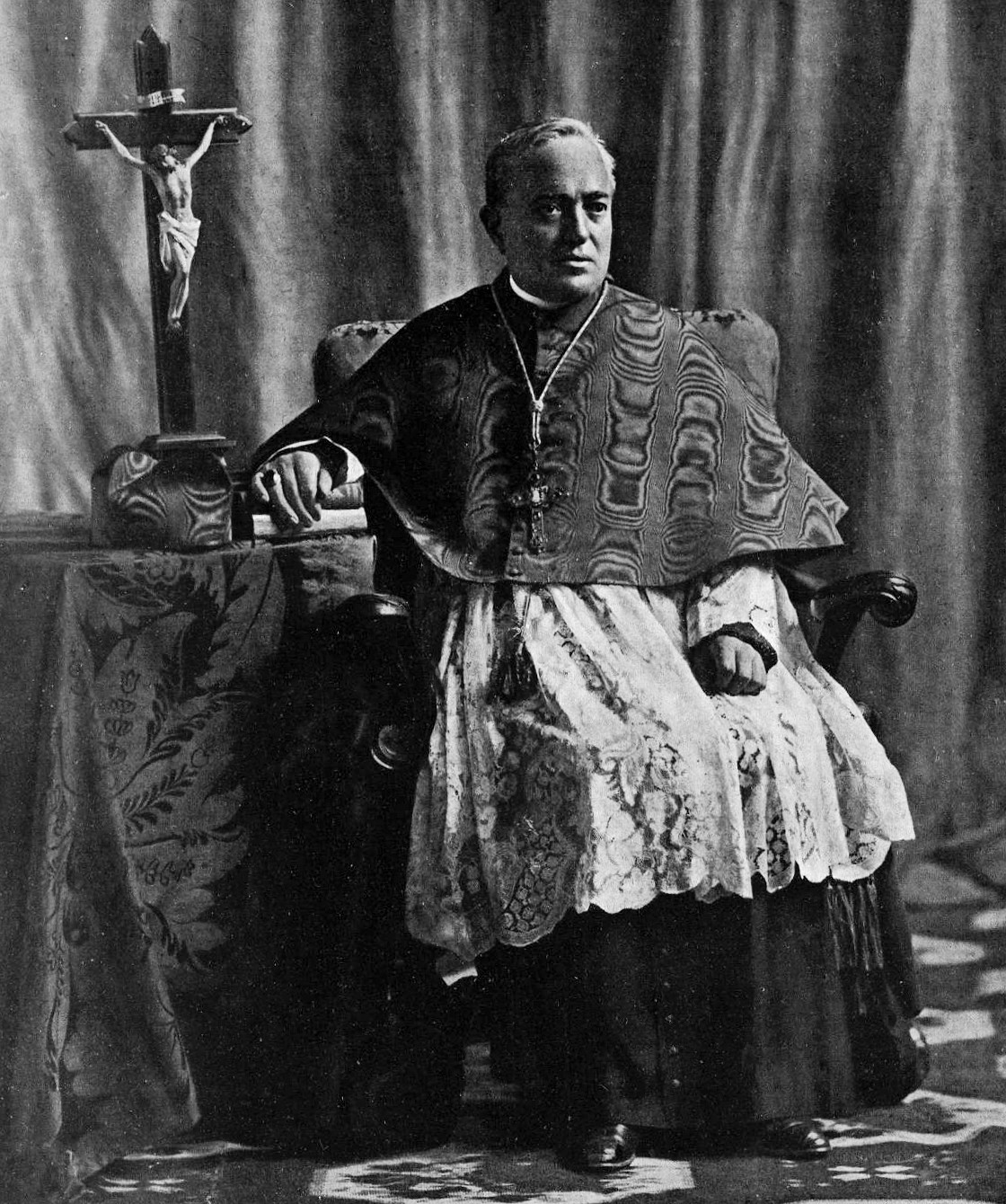
L'arcivescovo Ferrari

Il 10 maggio si ebbe la riapertura di quasi tutti gli stabilimenti e della maggior parte delle attività. Non si registrarono altri incidenti degni di nota a Milano.
Nello stesso giorno l'arcivescovo Andrea Carlo Ferrari, partito da Milano il giorno 7 per una visita pastorale ad Asso, inviò una lettera al generale Bava Beccaris dicendo di aderire agli «alti sentimenti di ordine e di giustizia ai quali s'inspira nel compiere il gravissimo suo officio» e aggiunse una preghiera per la liberazione dei padri cappuccini; la lettera venne resa pubblica insieme alla risposta del generale che sottolineò la «male augurata combinazione» che aveva impedito la presenza dell'arcivescovo in città. Poiché l'arcivescovo era inviso ai moderati milanesi per le sue posizioni vicine a quelle dei cattolici "intransigenti", vari periodici ne sottolinearono negativamente l'assenza e il silenzio durante i giorni dei moti.
A Monza furono repressi alcuni tumulti, per i quali già da domenica 8 erano state inviate truppe. A Luino ci furono proteste presso una caserma per ottenere la liberazione di un operaio che era stato arrestato giorni prima; guardie e carabinieri spararono sulla folla, provocando 4 morti e 10 feriti; da Milano e da Varese vennero inviate truppe di rinforzo.
Sempre il giorno 10 iniziarono a giungere dalla Svizzera notizie dell'organizzazione di un gruppo di operai italiani diretti in Italia per sostenere i tumulti. Mercoledì 11 lo stato d'assedio venne esteso alla provincia di Como e vi vennero inviate truppe, temendo un'aggressione armata al confine svizzero; venne richiesto un intervento al consiglio federale svizzero per fermare la possibile invasione. Il 15 maggio il treno che trasportava un gruppo di circa 200 operai, unici ad aver completato il viaggio attraverso i cantoni, fu scortato alla frontiera e consegnato alle forze dell'ordine italiane.

## Le vittime
(Generale Bava Beccaris)

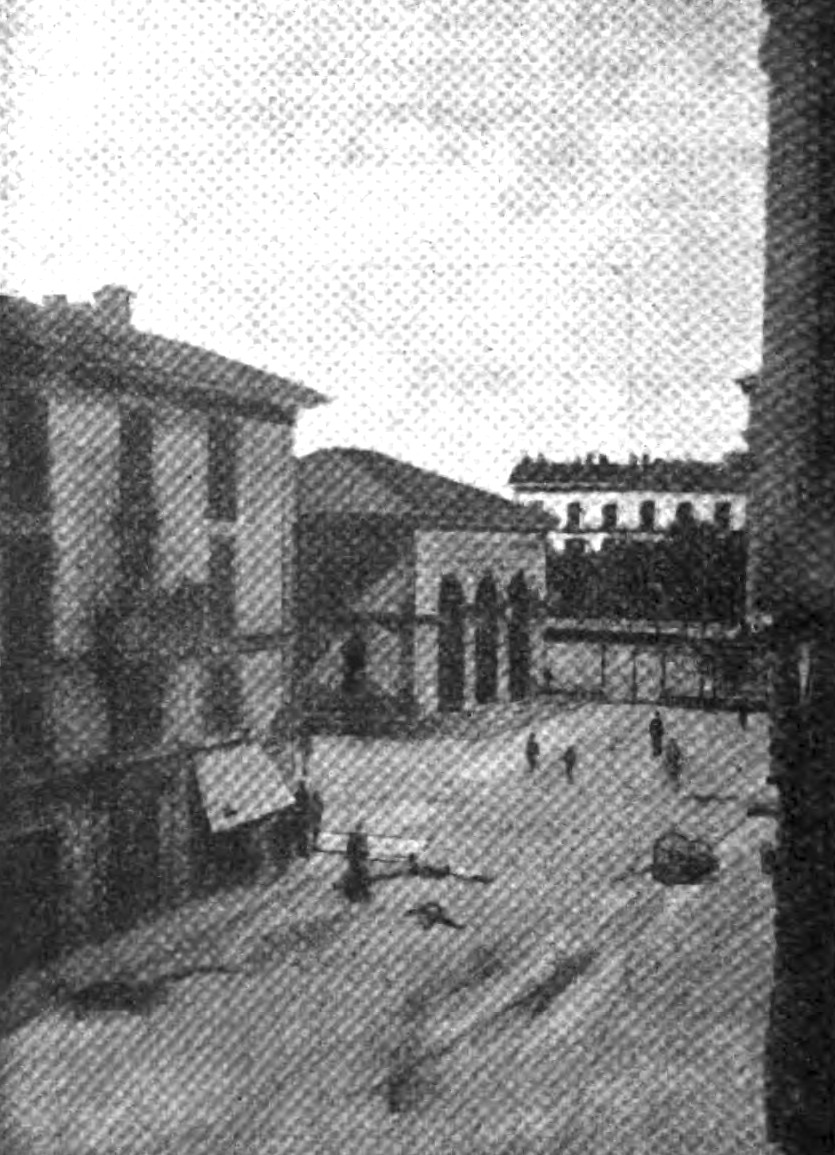
Morto in Corso Porta Ticinese, in prossimità dei caselli daziari

Durante i moti la truppa sparò 11 164 pallottole e nove colpi di cannone.
I dati ufficiali indicarono in totale 83 morti, cioè 81 civili, un agente di pubblica sicurezza e un soldato.
La guardia di sicurezza era Domenico Violi (37 anni), originario di Bova, morto il 6 maggio per ferita d'arma da fuoco durante i primi scontri; secondo Valera fu ucciso da colpi esplosi da un suo collega o dall'esercito. Violi nei primi mesi del 1898 aveva ricevuto tre gratifiche «per arresto autori di furto» ed era «odiato nel quartiere pel suo carattere ardito e provocante».
Il soldato morto era Graziantonio Tomasetti (21 anni), appartenente al 92º fanteria, ucciso l'8 maggio da un comignolo caduto o lanciato da un tetto durante gli scontri. Valera riportò la voce secondo cui era stato fucilato per disubbidienza, mentre il repubblicano Napoleone Colajanni indicò tale voce come «non accreditata».
A partire dal mese di maggio nel Bollettino statistico mensile comunale nel prospetto dei «Decessi avvenuti in Milano» venne aggiunta la riga 169bis per indicare le morti per ferite da arma da fuoco (81 a maggio e uno a giugno); nelle notizie riassuntive per l'intero anno era specificato che 14 tra essi erano di altri comuni. Tra questi non era incluso il soldato Tomasetti.
| Età (anni) | Età (anni) | M  | F  | Totale |
| da         | a meno di  | M  | F  | Totale |
| ---------- | ---------- | -- | -- | ------ |
| 0          | 1          | -  | -  | -      |
| 1          | 5          | 1  | -  | 1      |
| 5          | 10         | -  | 2  | 2      |
| 10         | 15         | 7  | 1  | 8      |
| 15         | 20         | 10 | 1  | 11     |
| 20         | 40         | 38 | 4  | 42     |
| 40         | 60         | 8  | 3  | 11     |
| 60         | 80         | 4  | 1  | 5      |
| 80         | -          | -  | -  | -      |
| Età ignota | Età ignota | 2  | 0  | 2      |
|            |            |    |    |        |
| Totale     | Totale     | 70 | 12 | 82     |

Valera pubblicò un elenco di 118 nominativi di morti a causa della repressione dei moti (includendo anche Violi e Tomasetti), più la descrizione di altri 9 non identificati; riteneva che tale discordanza fosse dovuta al fatto che per alcuni non era stata indicata la reale causa della morte.

### I feriti e i raggi X

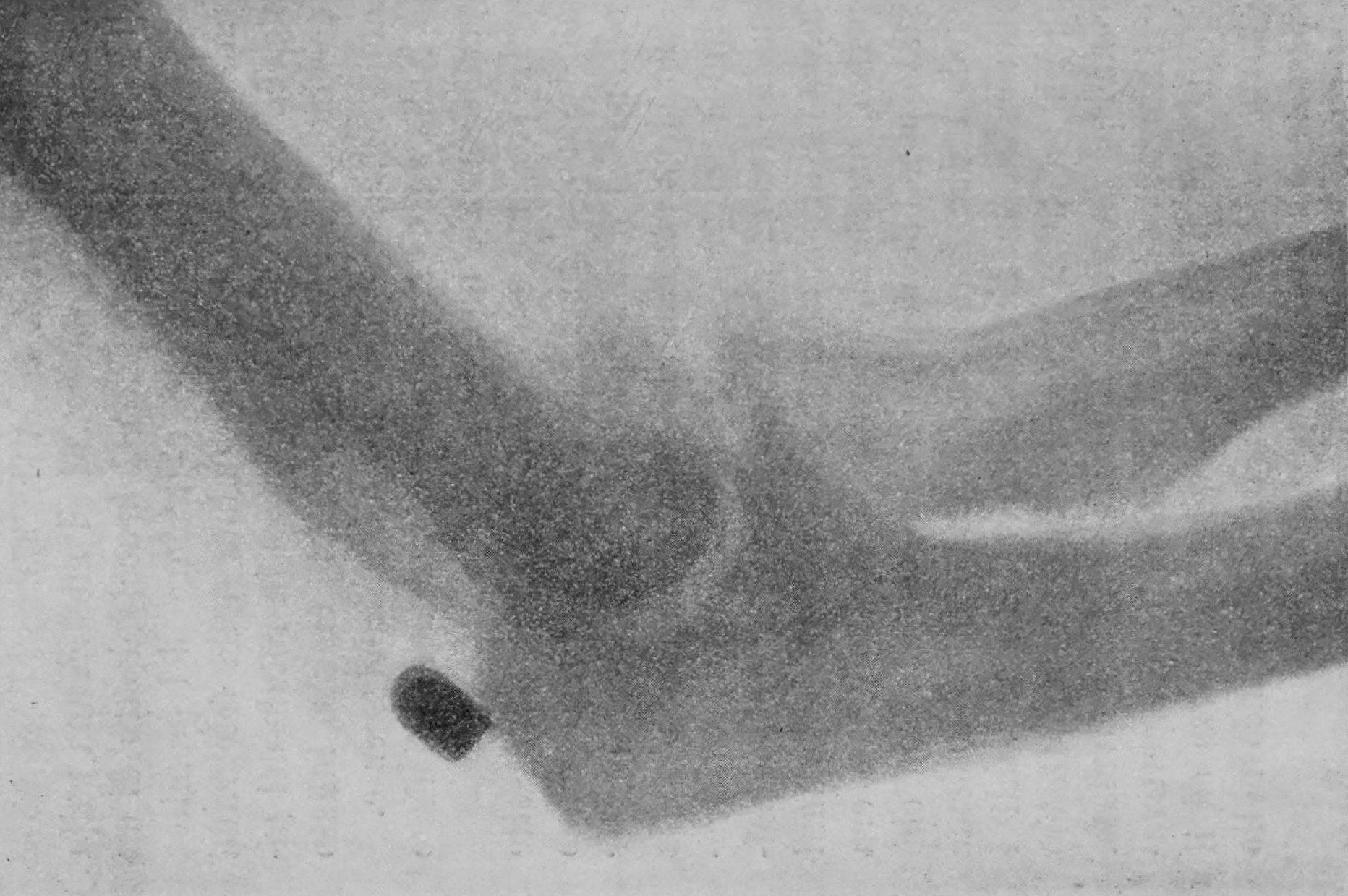
Radiografia del 1898 (non legata ai fatti di Milano) di un proiettile conficcato nel braccio destro di un adulto

I dati ufficiali indicarono 450 feriti tra i civili, numero inferiore a quello reale secondo le testimonianze dell'epoca.
(Regina Terruzzi)
Il medico Carlo Luraschi, impegnato nello studio dei raggi X scoperti meno di tre anni prima da Wilhelm Conrad Röntgen, utilizzò le proprie attrezzature per individuare i proiettili nel corpo dei feriti. Già l'anno precedente aveva partecipato all'individuazione di un proiettile nel cranio di una giovane e all'operazione per la sua estrazione.
La sezione «elettrojatrica con compiti di radiografia» fu attiva presso l'Ospedale Maggiore solo dal 1903.
I feriti tra i soldati furono 52, però «comprendendo anche quelli feritisi accidentalmente per caduta da cavallo». Secondo Valera i feriti più gravi avrebbero avuto ferite lacero-contuse al capo (probabilmente per le sassaiole e i lanci di tegole dai tetti), altri invece ferite superficiali o distorsioni; infine l'unico ferito d'arma da fuoco sarebbe stato un caporale in seguito all'esplosione accidentale di un colpo dal proprio revolver «mentre si trovava seduto sui gradini della cattedrale in piazza del Duomo».

## Lo stato d'assedio

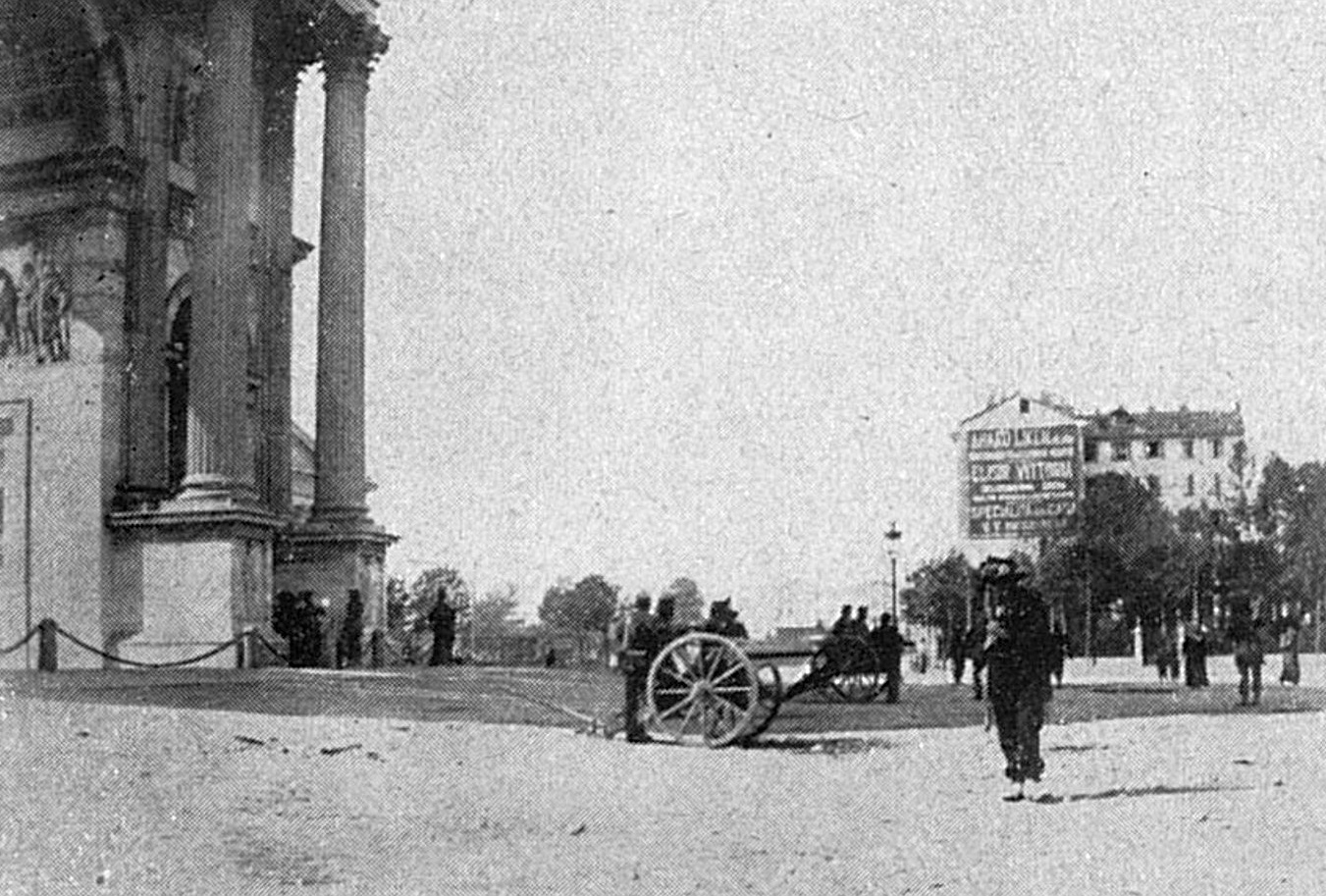
Bersaglieri e cannoni all'Arco della Pace

Lo stato d'assedio venne proclamato per la provincia di Milano il 7 maggio sulla base delle notizie allarmanti trasmesse da Bava Beccaris, dal questore Minozzi e dal sindaco Vigoni.
È possibile che la decisione di Starabba di Rudinì fosse stata influenzata dal ricordo della rivolta di Palermo del 1866 avvenuta quando era sindaco della città.
Il 5 settembre 1898 venne pubblicato sulla Gazzetta Ufficiale il decreto che faceva cessare l'incarico attribuito al generale Bava Beccaris. Già dal 1º agosto lo stato d'assedio era stato tolto per la provincia di Como e dalla stessa data il generale Bava Beccaris cessò dall'incarico della direzione generale della Polizia per le province di Bergamo, Brescia, Como e Sondrio. Lo stato d'assedio fu prolungato per Milano e per Firenze in attesa di un pronunciamento della Cassazione su alcuni ricorsi; ci fu però anche una richiesta esplicita di Umberto I il 31 luglio.

### La repressione

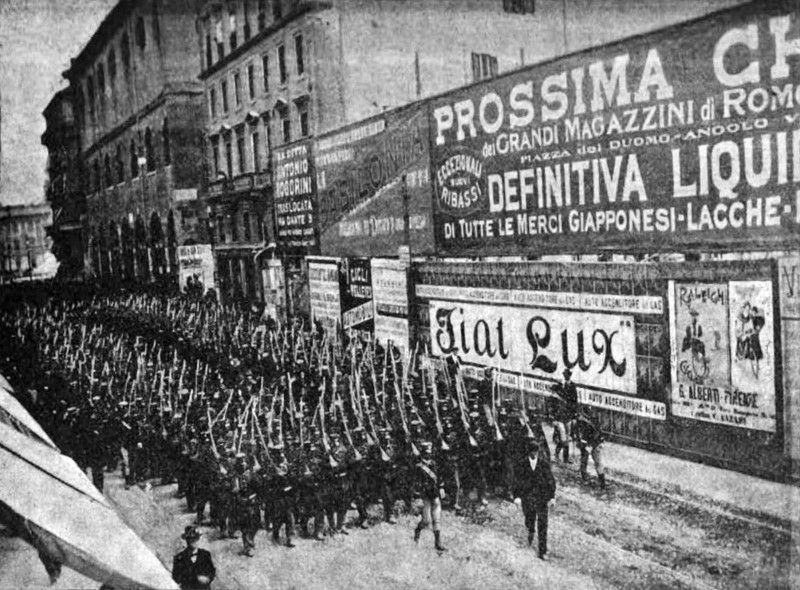
Trasferimento degli arrestati in carcere

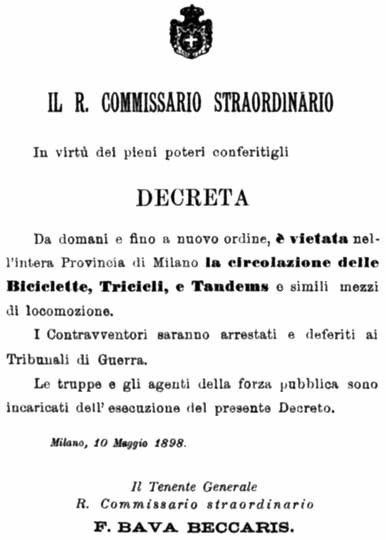
Divieto di circolazione con biciclette, tricicli e tandem

Con lo stato d'assedio vennero immediatamente imposte norme per ristabilire l'ordine:
- obbligo di consegna delle armi da fuoco;
- divieto di assembramento;
- divieto di circolazione per le strade dopo le ore 23;
- chiusura dei pubblici esercizi entro le ore 21;
- obbligo di chiudere le persiane in caso di conflitti nelle vie vicine;
- censura sui telegrammi.

In seguito il coprifuoco fu progressivamente ridotto. Poiché si pensava che i rivoltosi potessero comunicare rapidamente spostandosi in bicicletta, dal 10 maggio fu proibito l'uso di «biciclette, tricicli e tandems»; tra i primi fermati era segnalato il ciclista Luigi Masetti.
Vari interventi erano invece tesi a colpire l'opposizione politica. Furono soppressi quattordici periodici; furono arrestati diversi giornalisti e anche deputati.
Vennero perquisite la Camera del Lavoro e le sedi dei repubblicani Circolo Operaio e Fascio Carlo Cattaneo, sequestrando numerosi documenti. Dal 10 maggio si ebbero anche decreti contro i cattolici intransigenti e fu chiuso L'Osservatore Cattolico; seguì lo scioglimento del comitato diocesano e dei comitati parrocchiali. Il 24 maggio don Albertario fu arrestato a Finalborgo.
(L'Osservatore Cattolico)
Venne sciolta la Camera del Lavoro con le 109 società collegate. In totale vennero soppresse 429 associazioni.
Emblematico il caso della Società Umanitaria: il consiglio direttivo fu sciolto con decreto del 14 maggio perché «nelle ultimi elezioni è venuta, per l'amministrazione, nelle mani di persone notoriamente affigliate ai partiti estremi con serio pericolo che ne volgano i mezzi a fine settario per la propaganda di idee sovversive e per la preparazione della rivolta contro gli ordini costituiti»; ne venne modificato lo Statuto limitandone le funzioni e snaturandone le finalità.
Insegnanti comunali aderenti a «partiti sovversivi» furono licenziati. Ettore Ciccotti, docente di storia antica dell'Università di Pavia, fu accusato di propaganda sovversiva e si rifugiò in Svizzera; fu condannato in contumacia e venne destituito dalla cattedra.

## Il tribunale di guerra

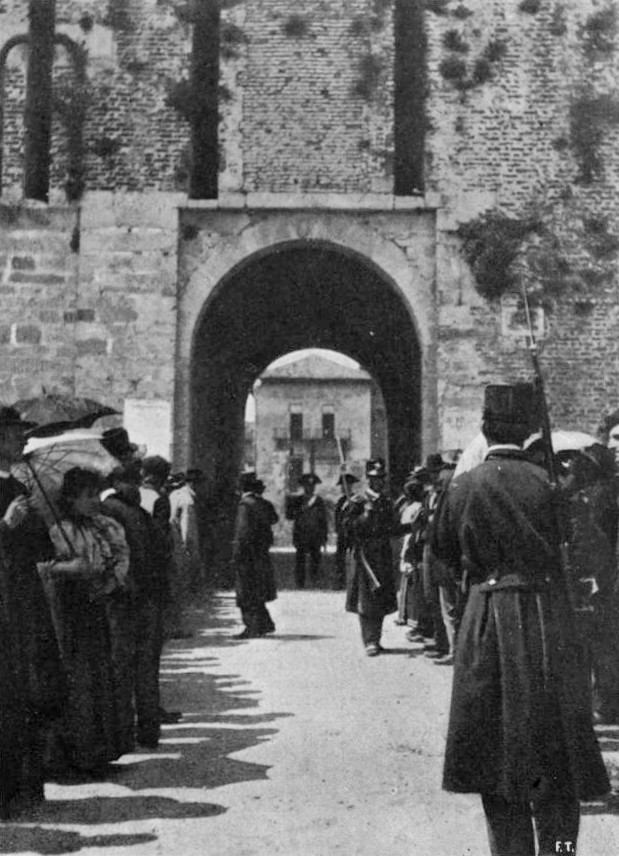
Ingresso del Castello Sforzesco durante i processi

In tutti i territori sottoposti al generale Bava Beccaris furono arrestate in totale circa 2000 persone e ci furono circa 1140 deferiti al tribunale di guerra.
Si svolsero 129 processi con 828 imputati, dei quali 224 erano minorenni e 36 erano donne; nel complesso ci furono 688 condanne e 140 assoluzioni. Circa 300 condanne furono con pene inferiori a 6 mesi e 85 con pene tra 5 e 16 anni di reclusione. La condanna a 16 anni fu per il socialista Dino Rondani, nel frattempo fuggito in Svizzera.
Le udienze si svolsero in una sala a pianterreno dell'ala sinistra del Castello Sforzesco, all'epoca oggetto di restauro da parte di Luca Beltrami e sede del Museo del Risorgimento e di altre istituzioni.
Torelli Viollier riportò un esempio della censura applicata alla trascrizione delle udienze.
L'attenzione generale si concentrò in particolare su due processi, quello «dei giornalisti» e quello «dei politici».

### Il processo dei giornalisti

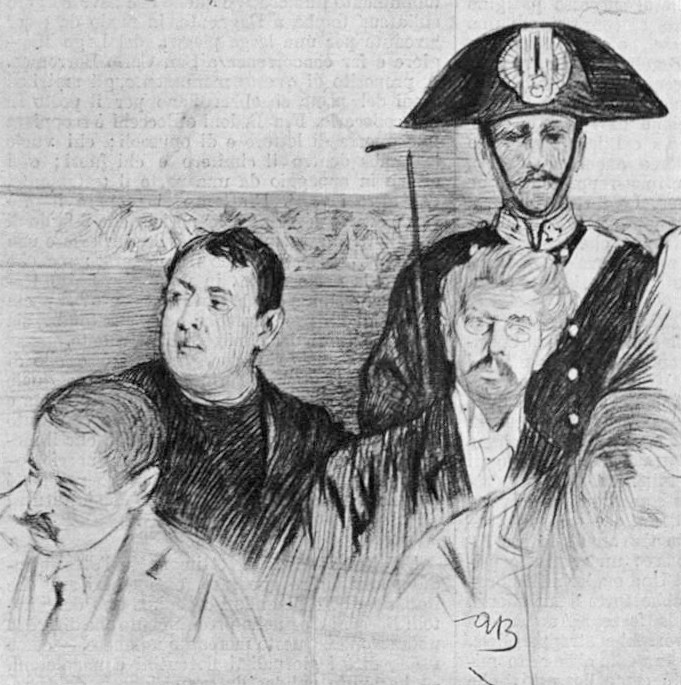
Don Davide Albertario e Carlo Romussi in tribunale

Il processo detto «dei giornalisti» vide 24 imputati; solo alcuni erano effettivamente giornalisti. Vennero accusati principalmente in quanto appartenenti a gruppi anarchici, socialisti o repubblicani. Caso particolare fu quello di don Albertario perché i suoi articoli «gareggiavano cogli altri di violenza così da attaccare con sottile ironia la Monarchia e le istituzioni, seminando l'odio di classe fra contadini e padroni e fra le altre classi sociali e distogliendo buona parte del clero da quell'opera di pacificazione che per la sua missione sarebbe destinato a compiere, costituendo in tal modo un fomite alla rivolta anche con articoli violenti, quando questa era già scoppiata».
Il 23 giugno furono pronunciate le seguenti condanne:
- Sante Callegari, in seguito scultore,[106] un anno e sei mesi di detenzione da scontarsi in una casa di correzione in quanto minorenne
- Umberto Castelnuovo, due anni e un mese di reclusione
- Alessandro Cerchiai, tre anni di reclusione e tre di sorveglianza
- Alfredo Gabrielli, dieci mesi di reclusione
- Francesco Gruppiola, un anno di reclusione e tre di sorveglianza
- Domenico Baldini, tre anni di reclusione
- Giuseppe Fraschini, un anno di reclusione e tre di sorveglianza
- Gustavo Chiesi, direttore de L'Italia del Popolo, sei anni di reclusione e uno di sorveglianza
- Bortolo Federici, un anno di detenzione e lire 1000 di multa
- Carlo Romussi, direttore de Il Secolo, quattro anni, due mesi di reclusione e un anno di sorveglianza
- Stefano Lallici, 45 giorni di detenzione e lire 50 di multa
- Angelo Oppizio, due anni di reclusione e due anni di sorveglianza
- Costantino Lazzari, un anno di detenzione e lire 300 di multa
- Oreste Gatti, due mesi di detenzione e lire 50 di multa
- Achille Ghiglione, un anno di detenzione e lire 300 di multa
- Paolo Valera, un anno e sei mesi di detenzione e lire 500 di multa
- Antonio Valsecchi, un mese di detenzione e lire 50 di multa
- Anna Kuliscioff, due anni di detenzione e lire 1000 di multa
- Don Davide Albertario, direttore de L'Osservatore Cattolico, tre anni di detenzione e lire 1000 di multa.

Nel processo furono assolti Ulisse Cermenati, Enrico Del Vecchio, Pietro Invernizzi, Arnaldo Seneci e Pietro Zavattari.

### Il processo dei politici

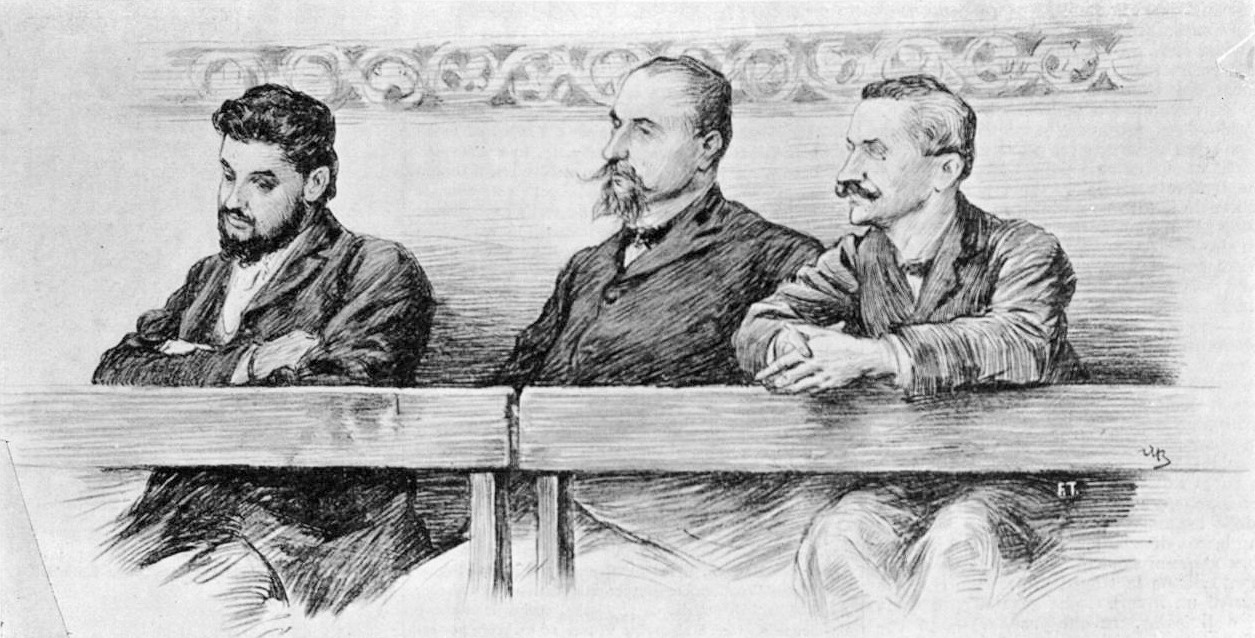
Turati, Morgari e De Andreis in tribunale

Il processo detto «dei politici» iniziò il 27 luglio e ebbe come imputati i deputati Luigi De Andreis (repubblicano), Filippo Turati e Oddino Morgari (socialisti). Nonostante l'immunità parlamentare, i tre erano stati arrestati durante lo stato d'assedio: De Andreis a Milano durante una perquisizione al giornale Il Secolo; Turati in questura a Milano dove si era presentato per avere informazioni sull'arresto di Anna Kuliscioff; Morgari era stato fermato a Roma. La Camera dei deputati aveva concesso l'autorizzazione a procedere contro di loro nella seduta del 9 luglio con 207 voti a favore, 57 contrari e 16 astenuti. Vennero accusati «perché, col mezzo di opuscoli, discorsi e conferenze, col mezzo dell'istituzione di circoli, comitati, riunioni e leghe di resistenza, e allo scopo, concertato e stabilito fra essi e altri capi ora latitanti di partiti sovversivi, di mutare violentemente la costituzione dello Stato e la forma di governo, riuscirono a suscitare la guerra civile e a portare la devastazione e il saccheggio nella città di Milano nei giorni 6, 7, 8 e 9 maggio ora decorso, cooperando anche immediatamente e direttamente all'azione, e procurando di recarvi assistenza e aiuto».
La sentenza del 1º agosto 1898 condannò De Andreis e Turati a 12 anni, all'interdizione perpetua dai pubblici uffici, all'interdizione legale durante l'espiazione della pena e al pagamento delle spese processuali. Morgari fu assolto.

### Amnistia e conseguenze politiche

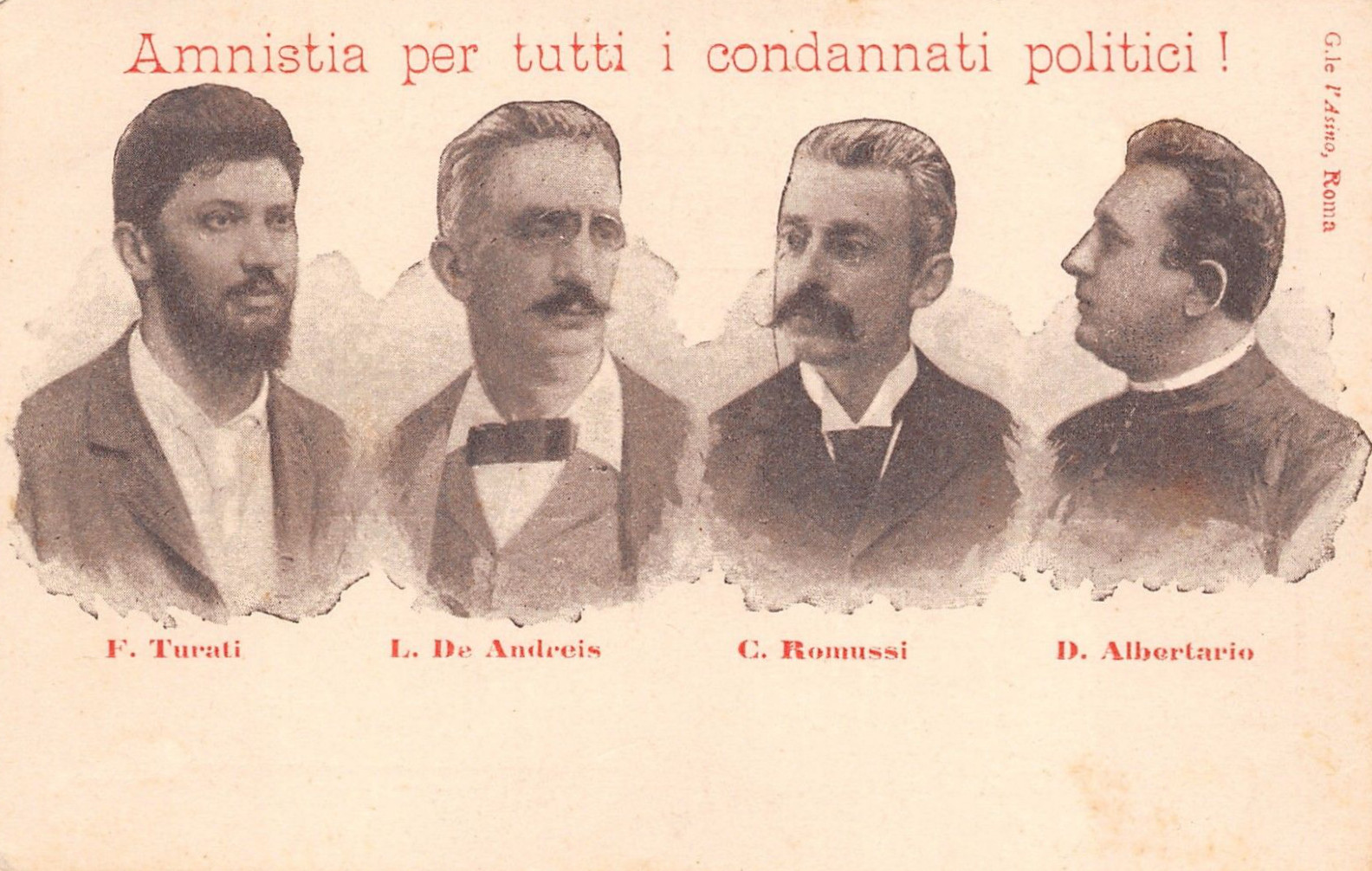
Cartolina de L'Asino

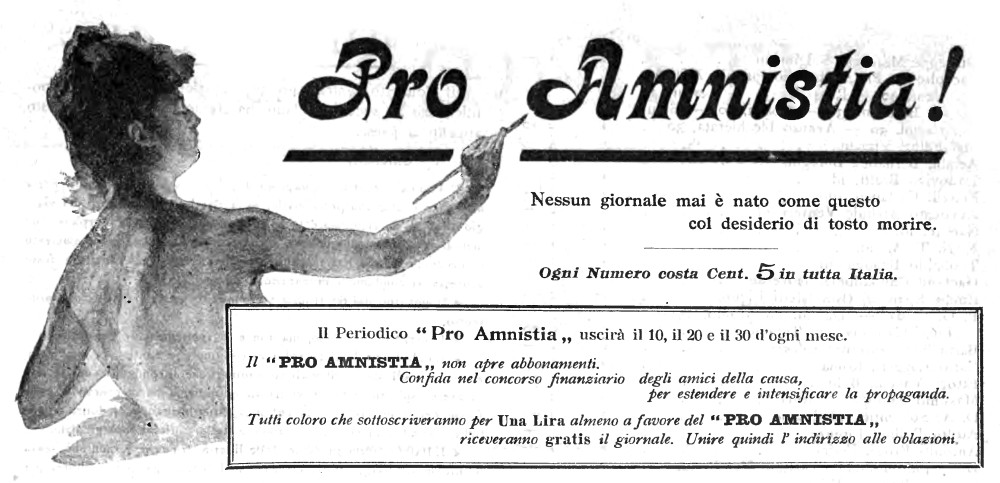
Testata della rivista Pro Amnistia

Furono presentati ricorsi alla Cassazione per l'annullamento delle condanne del tribunale di guerra, ma il 22 agosto furono tutti respinti.
Con la fine dello stato d'assedio e il ritorno di varie pubblicazioni soppresse, iniziò una serie di appelli per l'amnistia nei confronti dei condannati.
Il 29 dicembre 1898 fu concessa un'amnistia per alcune pene stabilite dai tribunali militari di Milano, Firenze e Napoli: furono condonate le condanne fino a due anni di reclusione e le altre condanne vennero ridotte di due anni; per i minorenni e per le donne l'amnistia fu estesa per condanne fino a tre anni di reclusione; furono condonate le pene pecuniarie. In questa amnistia rientrò, ad esempio, la condanna di Anna Kuliscioff; don Albertario si vide la condanna ridotta a un anno.
Nel gennaio 1899 iniziarono le pubblicazioni della rivista Pro Amnistia che raccoglieva numerosi appelli; il primo numero conteneva scritti di Ernesto Teodoro Moneta, Filippo Meda, Claudio Treves, Edoardo Porro, Augusto Murri, Paolo Valera, Olindo Guerrini, Max Nordau e Adolfo Zerboglio.
Il 3 febbraio 1899 la Camera dei deputati dichiarò decaduti Turati e De Andreis in seguito alla loro condanna; furono dichiarati vacanti i collegi elettorali di Milano V e di Ravenna I. Turati, ancora in carcere, fu ricandidato da socialisti, radicali e repubblicani nel collegio di Milano V e la sua elezione fu data per scontata, tanto che non si presentarono altri candidati; il 2 giugno la Camera annullò l'elezione.
Con decreto del 4 giugno 1899 Umberto I concesse una nuova amnistia senza limitazioni. Turati fu nuovamente candidato alle elezioni suppletive per il collegio Milano V che si tennero il 13 agosto; fu rieletto sconfiggendo nettamente il candidato moderato.
(L'Osservatore Cattolico)
Il 10 dicembre 1899 si tenne l'elezione del nuovo Consiglio comunale con la netta vittoria della lista popolare; il nuovo sindaco fu Giuseppe Mussi, deputato radicale e padre di Muzio Mussi, ucciso il 5 maggio 1898 negli scontri a Pavia.

## Onorificenze e carriere

### Militari
(Eugenio Torelli Viollier)

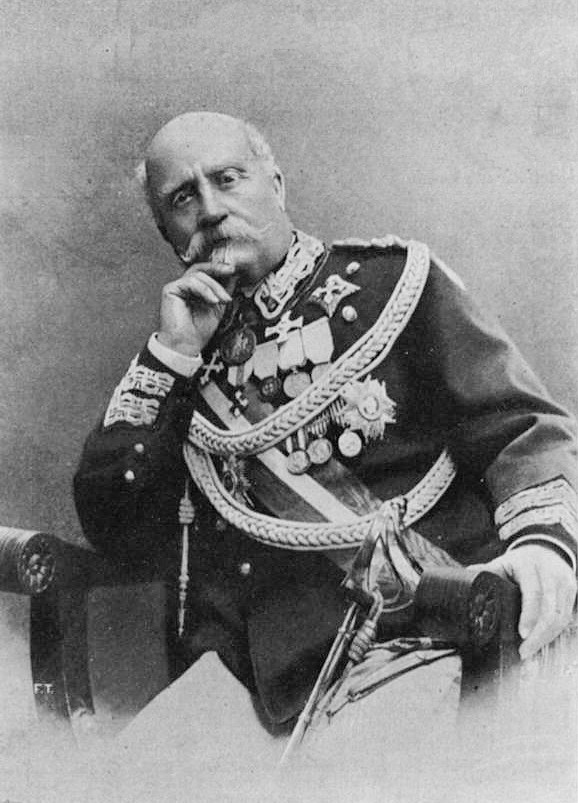
Fiorenzo Bava Beccaris

Il generale Bava Beccaris ricevette numerosi attestati di ringraziamento e congratulazioni.
Con regio decreto del 5 giugno 1898 furono attribuite ufficialmente «ricompense a coloro che maggiormente si distinsero in occasione dei disordini avvenuti in aprile e maggio 1898», con numerose onorificenze per i militari coinvolti nei fatti di Milano. Il generale Bava Beccaris fu nominato grand'ufficiale dell'Ordine militare di Savoia «per gli importanti servizi resi allo Stato».
(Generale Bava Beccaris a Umberto I)
Il generale Luchino Del Mayno fu nominato commendatore dell'Ordine militare di Savoia «per l'alta intelligenza e l'energia con cui impiego sempre le truppe ai suoi ordini allo scopo di far fronte alla rivolta ottenendo risultati pronti ed efficaci». Furono assegnate nove medaglie d'argento al valor militare (una al soldato Tomasetti, morto durante gli scontri), 36 medaglie di bronzo al valor militare e 31 encomi solenni. Ci furono 10 nomine nell'Ordine dei Santi Maurizio e Lazzaro e altre 15 nomine nell'Ordine della Corona d'Italia.
Il generale Bava Beccaris fu anche nominato senatore del Regno con decreto del 16 giugno 1898.

### Amministrazione e pubblica sicurezza

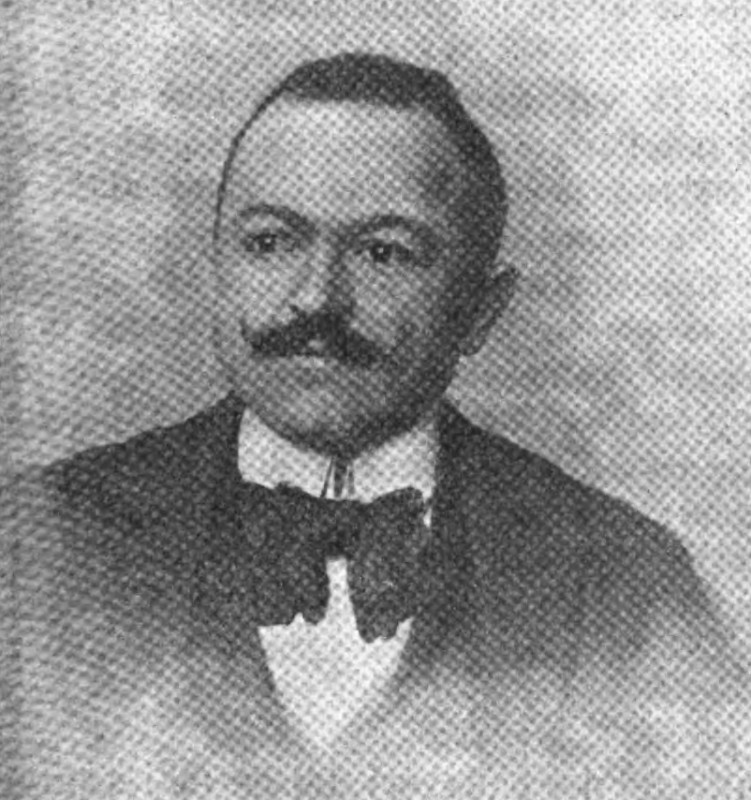
Ettore Prina

Giuseppe Vigoni, ex sindaco di Milano, il 14 giugno 1900 fu nominato senatore del Regno da Umberto I.
Su indicazione del generale Bava Beccaris, con decreto del 13 maggio il prefetto Antonio Winspeare fu sollevato dall'incarico e collocato a disposizione; venne assegnato alla prefettura di Venezia dal 1º settembre. Passò poi a Firenze nel 1900 e fu collocato a riposo per anzianità di servizio nel 1904.
Il generale Bava Beccaris propose il questore Vincenzo Minozzi (n. 1848), presente a Milano da novembre 1897, per una ricompensa, ma il prefetto Winspeare inviò una protesta scaricando sui funzionari di pubblica sicurezza la responsabilità per i fatti del 7 maggio. Minozzi rimase a Milano per poco e fu trasferito a Genova nel gennaio 1900; nello stesso anno, su sua richiesta, passò all'Amministrazione provinciale come consigliere delegato e fu trasferito ad Ascoli Piceno. Nel 1906 fu prima collocato a disposizione e poi fu trasferito a Girgenti; passò poi a Vicenza nel 1910 e a Cagliari nel 1911 e nello stesso anno fu collocato a riposo su sua richiesta.
L'unica medaglia d'argento al valor militare fu per Domenico Violi, morto il 6 maggio; furono assegnate anche tre medaglie di bronzo. Ci fu anche qualche encomio e qualche gratifica dal ministero e tre nomine a cavaliere della Corona d'Italia, compreso il viceispettore Ettore Prina. Prina fu descritto da Turati come «l'anima dannata non solo del nostro processo, ma di tutte le persecuzioni da anni in qua in Milano»; Valera lo indicava come «la jena del '98» o «il boia del '98». Nel 1903 Prina fu al centro di uno scandalo perché risultò aver pagato a Londra come informatore Gennaro Rubino che poi nel 1902 attentò alla vita di Leopoldo II del Belgio.

### Popolazione
Riconoscimenti vennero offerti dall'Unione Popolare Milanese ad alcuni abitanti che si erano impegnati per l'assistenza alle truppe.
(Regina Terruzzi)

## La documentazione fotografica

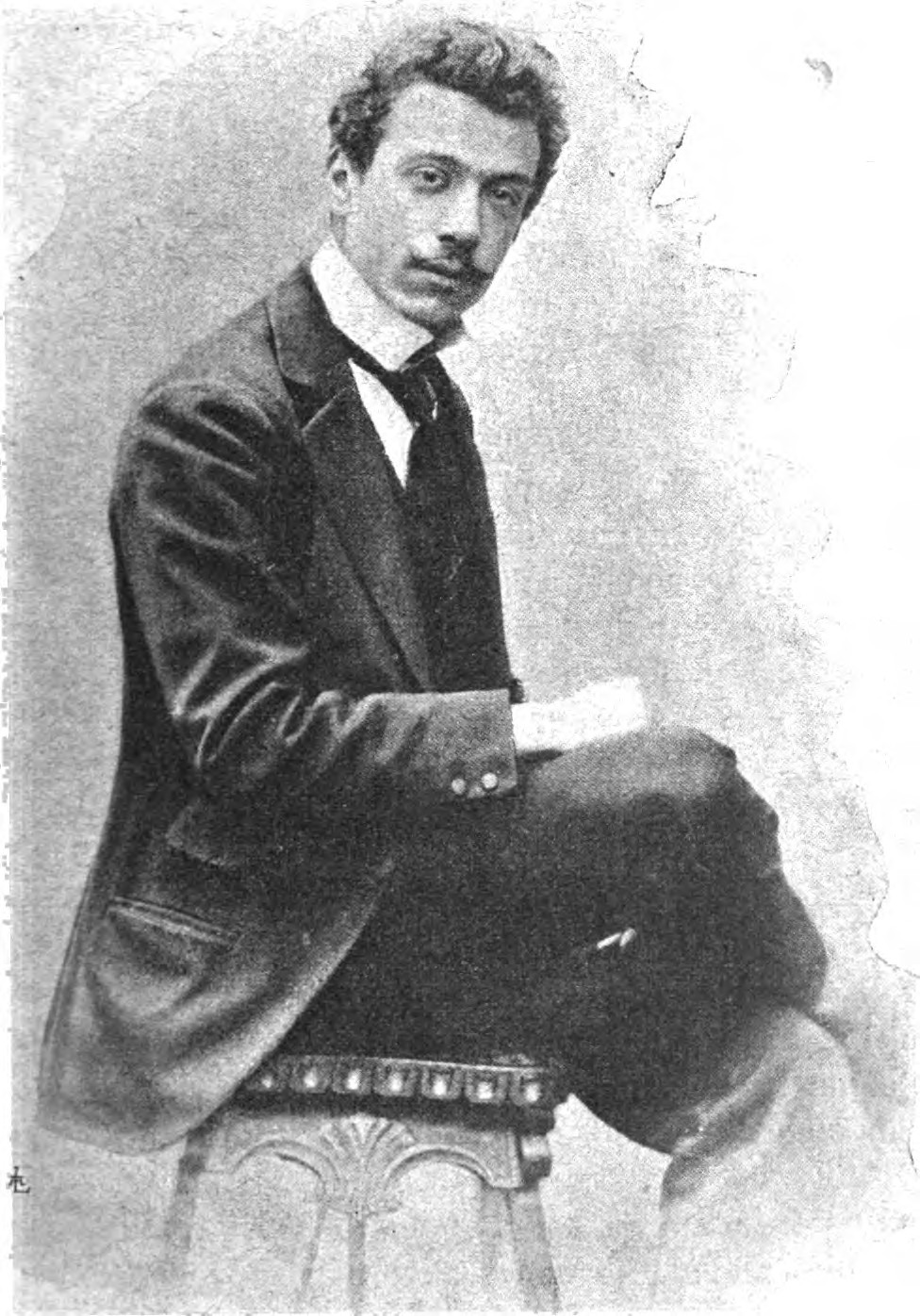
Luca Comerio

Luca Comerio, fotografo professionista, realizzò numerose fotografie degli avvenimenti, riportate nelle principali riviste illustrate dell'epoca, come L'Illustrazione Italiana, L'Illustrazione popolare e La Tribuna illustrata. L'Illustrazione Italiana pubblicò ben 20 sue immagini, anche se alcune appaiono evidentemente ridisegnate. In seguito Comerio dichiarò che parecchie foto gli furono sequestrate e che furono anche utilizzate dalle forze dell'ordine per identificare i partecipanti ai moti. Ottenne però anche un lasciapassare dal generale Bava Beccaris.
(Appunto per circolare del questore Minozzi agli ispettori, 19 maggio 1898)
Nonostante la disponibilità di fotografie, le copertine delle riviste continuarono ad essere opera di illustratori. Achille Beltrame, all'epoca autore delle copertine dell'Illustrazione Italiana, si ispirò a una delle foto di Comerio per realizzare un quadro a olio.

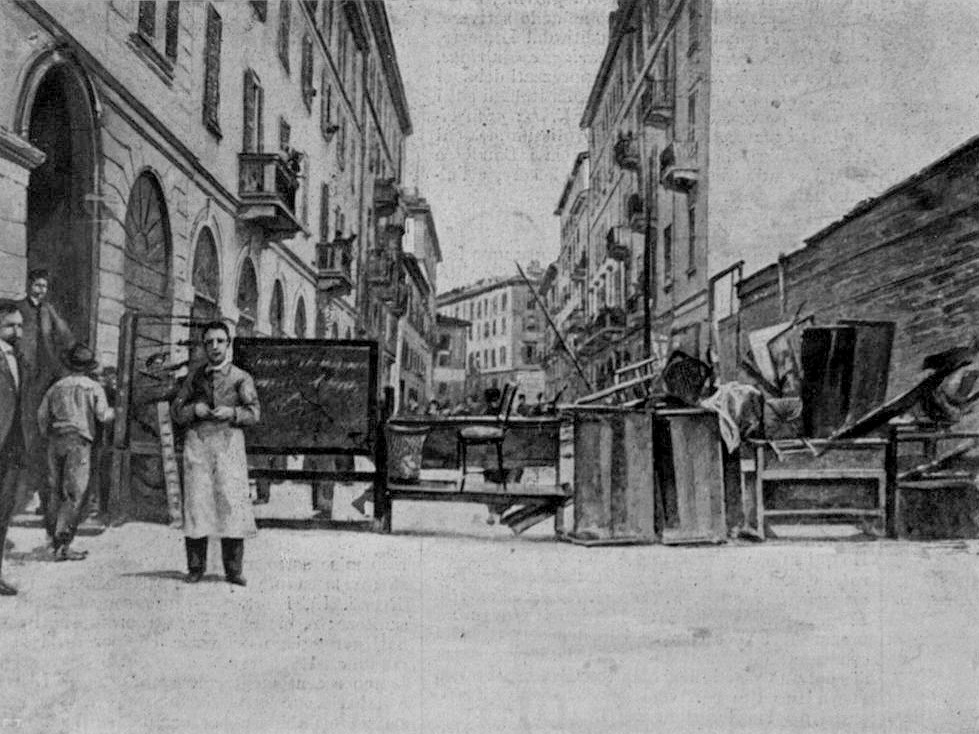
Una delle immagini ridisegnate
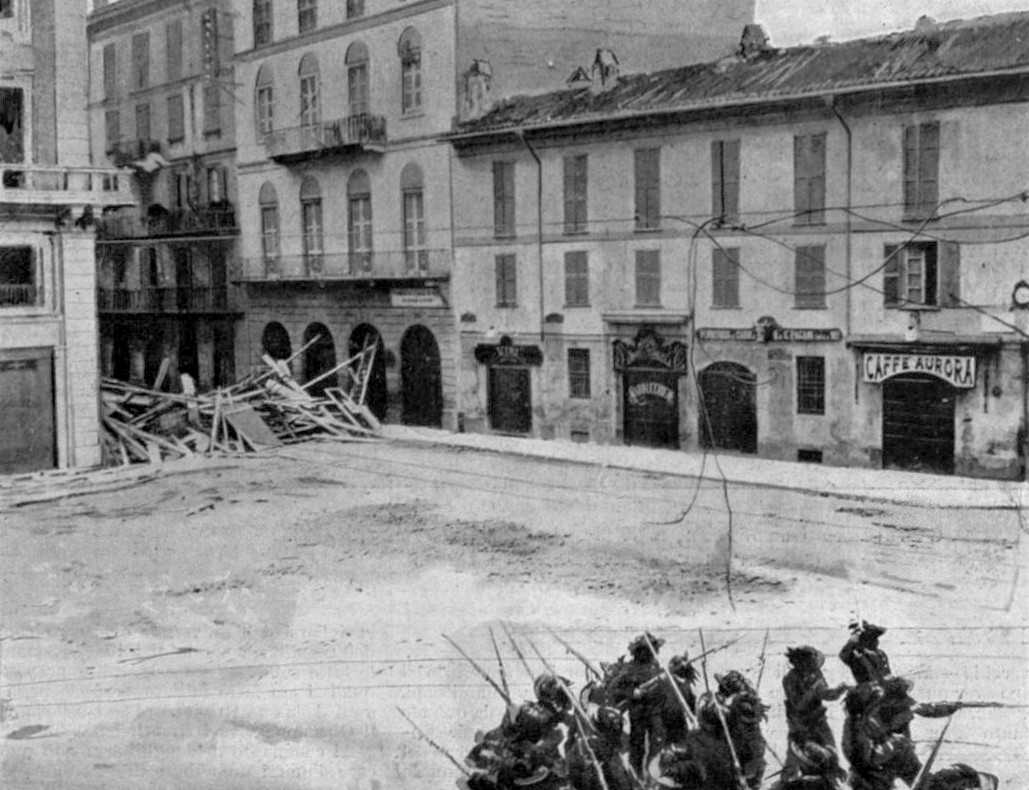
Foto di Luca Comerio
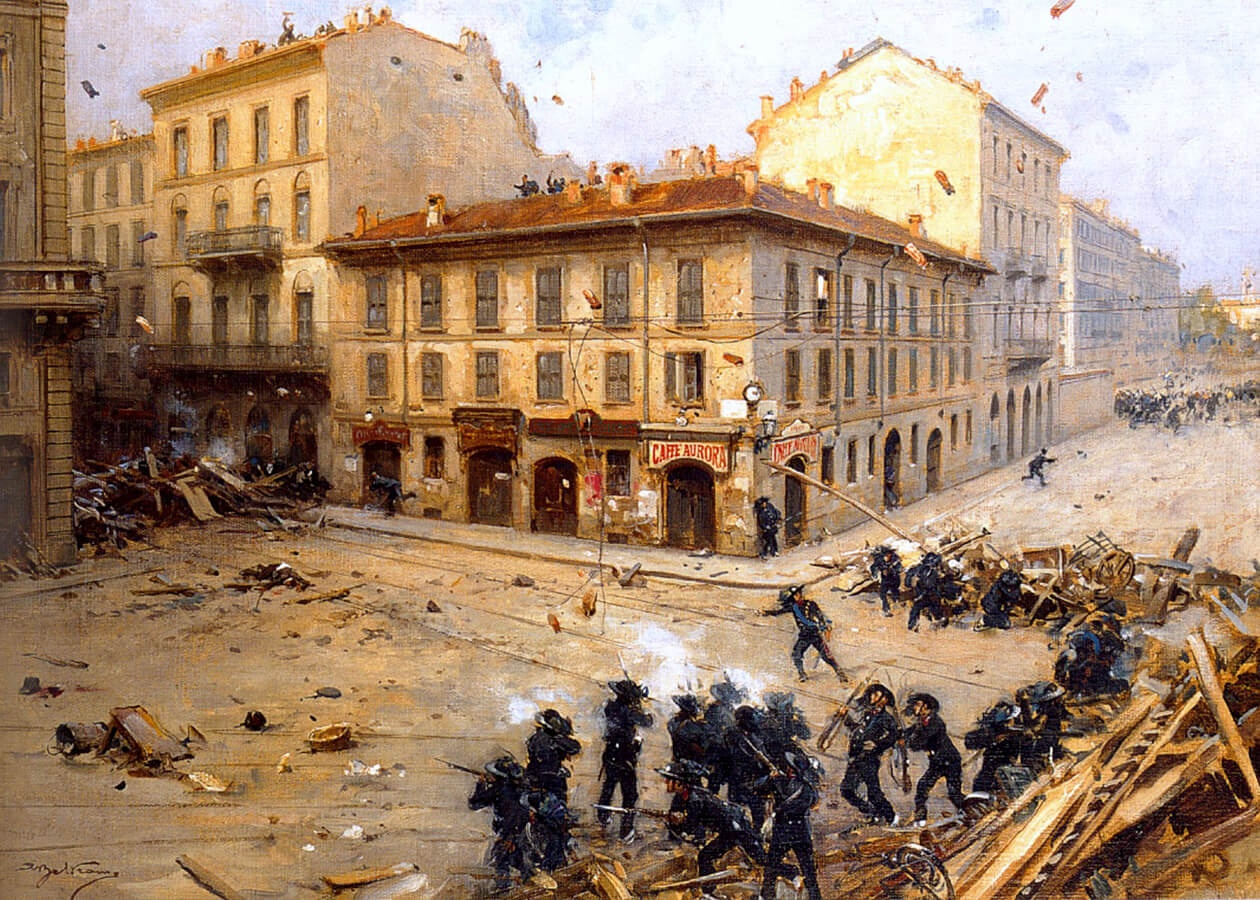
Beltrame, Episodio dei moti rivoluzionari alla Foppa, 1900 ca.
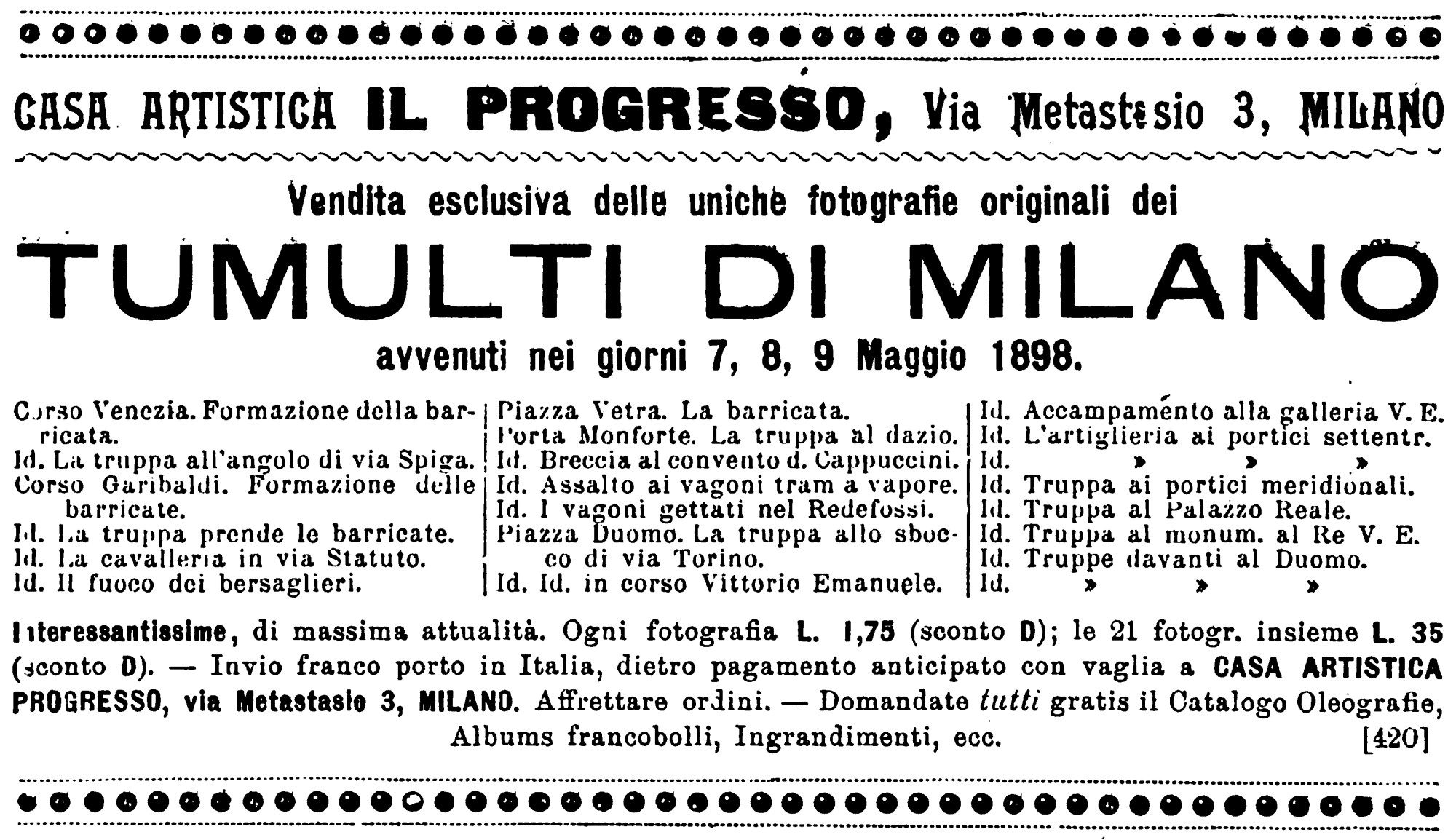
Pubblicità delle fotografie dei tumulti, 5 giugno 1898

Nel 1898 Comerio divenne socio del Circolo Fotografico Lombardo, che ne diede la notizia nel Bollettino dell'associazione citando l'importanza storica delle sue fotografie.
Comerio non fu però solo e vari fotografi ripresero gli avvenimenti, come ad esempio Giuseppe Maria Serralunga Langhi (1858-1933), autore di numerose foto utilizzate per il volumetto Milano durante i tumulti 6-10 maggio 1898, supplemento illustrato del quotidiano Lega Lombarda.

## Citazioni e riferimenti

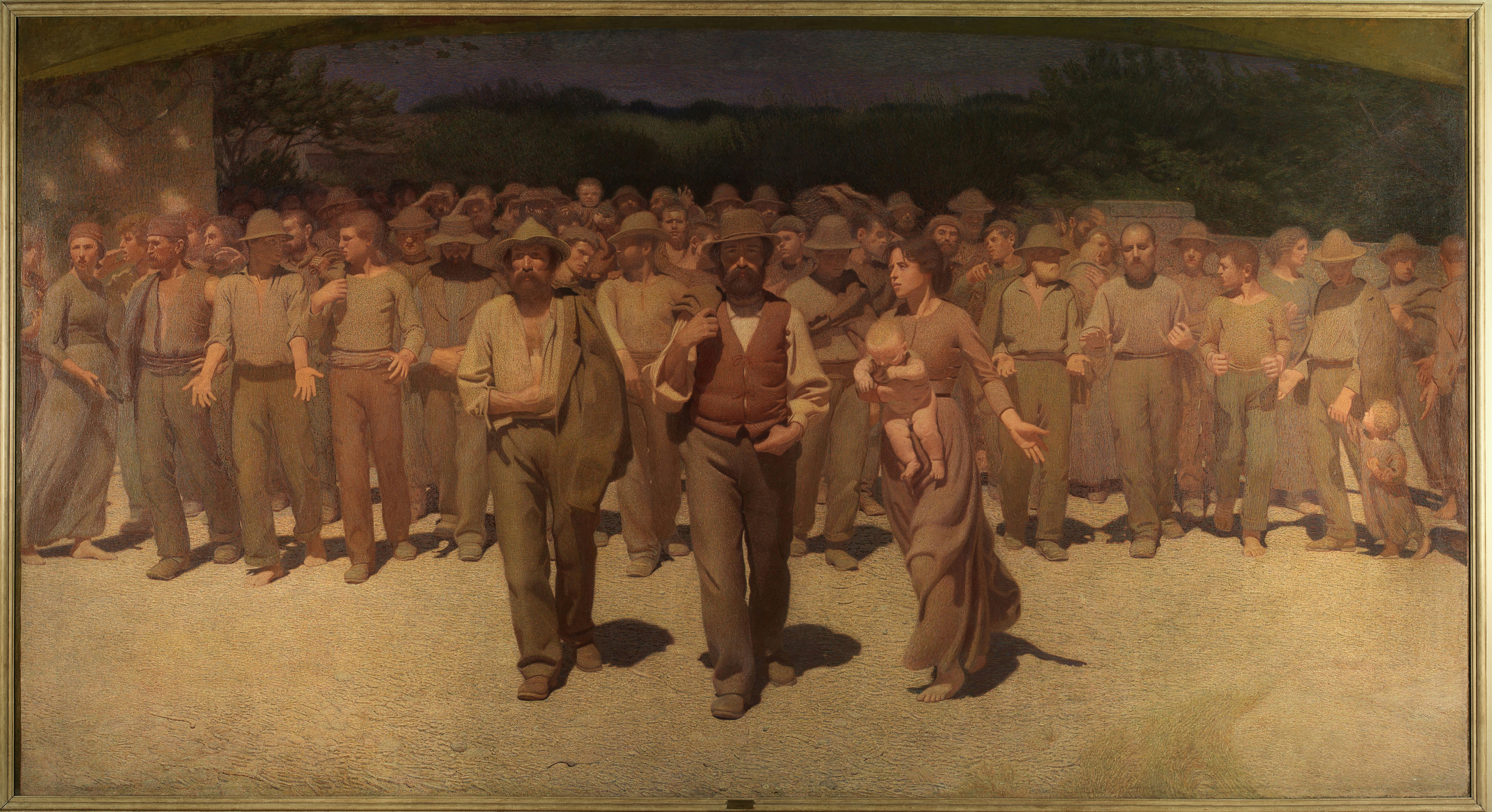
Il quarto stato

- Il 5 giugno 1898 Giovanni Pascoli pubblicò Pace!, dedicato alla regina Margherita di Savoia («All'Augusta Donna che pianse sulle sventure e pregò per la pacificazione del suo popolo»).[155]

(Giovanni Pascoli)
- Dal 1898, influenzato anche dai moti di Milano, Giuseppe Pellizza da Volpedo iniziò a lavorare alla terza versione del quadro poi denominato Il quarto stato.[157]
- Inno del sangue (poi titolato Il feroce monarchico Bava) è un canto anarchico relativo alle repressioni di Milano scritto tra il 1898 e il 1900.[158]
- Il 29 luglio 1900 l'anarchico Gaetano Bresci assassinò il re Umberto I a Monza; durante il processo citò esplicitamente i moti di Milano.

- Nel 1938 nel convento dei cappuccini fu posta una lapide di ringraziamento per quanti aiutarono i frati durante i fatti.

- Nel 1975 Lucio Dalla e Roberto Roversi scrissero la canzone Parole incrociate (album Anidride solforosa) contenente riferimenti ai moti di Milano del 1898.
- Nel 1976 un antimonumento a Bava Beccaris venne posizionato di fronte alla Palazzina Liberty, all'epoca sede del collettivo teatrale di Dario Fo. Opera di Ugo Guarino, era formato con vari rottami e completato dalla scritta provocatoria «Il popolo milanese al grande fondatore della democrazia giustamente premiato dal re buono per aver eliminato i facinorosi, i cittadini benemeriti posero». Venne distrutto nel 1985 dal Comune di Milano.[161][162]
- Nel 1978 esce "L'albero degli zoccoli" che nella parte finale è ambientato nella Milano del 1898: si vede un tram che blocca la strada e carabinieri schierati in massa.[163]

## Commemorazioni
- Il 10 maggio 1908, per il decimo anniversario, venne posta una lapide commemorativa presso la Camera del lavoro di Milano e si svolse un corteo fino al cimitero di Musocco.[164]
- Nel 1998, in occasione del centesimo anniversario, la Società Umanitaria ospitò dal 1º maggio al 16 giugno la mostra documentaria Il '98 a Milano organizzata dalla Provincia di Milano e dalla Fondazione Anna Kuliscioff.[165]